# Cultura de India

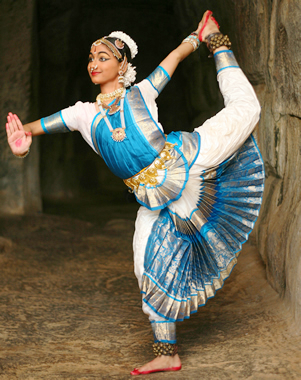
El bharatanatyam, uno de los tipos de formas de danza clásica de la India

La cultura de la India comprende las creencias religiosas, costumbres, comidas, tradiciones, idiomas, ceremonias, expresiones artísticas, valores y modos de vida de las personas que conforman más de un centenar de grupos étnicos que viven en la India. Los idiomas, danzas, música, arquitectura, gastronomía, y costumbres son muy diversos y varían según la región de que se trate. Su cultura puede ser comprendida como una amalgama de muchas diversas subculturas diseminadas sobre todo el subcontinente indio y tradiciones que se remontan a varios milenios.
Las tradiciones culturales de la India se remontan a mediados del II milenio a. C. en que se compuso el Rig-veda (el texto más antiguo de la India, del siglo XV a. C.).
Así mismo diversos elementos de la cultura india, como la religión y la gastronomía han tenido un importante impacto en toda la tierra. En el caso específico de la religión India ha sido cuna de religiones como el hinduismo, el sijismo, el budismo y el jainismo, con influencia notable no solo en la India, sino también en el resto del mundo, siendo el budismo una de las religiones más practicadas en la actualidad, con más de 500 millones de creyentes, de los cuales 340 millones viven fuera de India y su área histórica de influencia.
Tras las invasiones islámicas a India y la consecuente dominación extranjera desde el siglo X, la cultura de la India ha recogido influencias de otras culturas, en especial la persa, árabe y turca, cuyos rasgos aparecen en la religión, el idioma y el atuendo. A cambio, las diferentes religiones y tradiciones indias han llegado a influir sobre zonas como el Sureste de Asia, y en menor medida en el Este de Asia. Colectivamente se denomina Mundo indio a la región de Asia que presenta una fuerte influencia cultural procedente de la India.

## Idiomas y literatura
Debido a su diversidad regional, el gran número de idiomas existentes en la India ha provocado la aparición de diferentes culturas (existen 216 idiomas, cada uno de ellos hablado por grupos de 10 000 o más personas).
La gran mayoría de estos idiomas proceden de dos familias lingüísticas fundamentales: la familia drávida y la familia indoaria, la primera concentrada en la zona del sur y la segunda más presente en el norte. Además de estas dos familias existen hablantes de otras familias lingüísticas no relacionadas las lenguas munda y las lenguas tibetano-birmanas que se restringen a pequeñas áreas dentro del país. La Constitución de la India estipula que el hindi y el inglés son los idiomas oficiales del Gobierno nacional.
Son también oficiales un total de 22 idiomas, utilizados básicamente por los gobiernos regionales. El sánscrito es la lengua clásica de la India y el sureste de Asia, y posee un papel similar al que el latín o griego desempeñan en la cultura occidental. El sánscrito es objeto de estudio, incluso en Japón y en el mundo occidental, debido a su importancia cultural y religiosa. El idioma clásico de la familia dravidiana es el antiguo tamil. El número de hablantes tanto de idiomas oficiales a nivel local como de dialectos se cuenta por millones en sus regiones de origen.

### Historia de las lenguas de la India
El idioma sánscrito, sea cual fuere su antigüedad, posee una estructura exquisita; más perfecta que la del griego, más abundante que la del latín, y más exquisitamente refinada que la de ambos. Sin embargo posee con ambos idiomas una gran afinidad, tanto en las raíces de los verbos como en las formas de la gramática, que lo que pudiera ser factible se deba a un mero accidente; tan fuerte es esta afinidad, que un estudioso que los examinara a los tres, no podría sino concluir que ellos provienen de alguna fuente común, la cual tal vez ya no exista; existe una razón similar, aunque tal vez no tan fuerte, para suponer que tanto el gótico como el celta, si bien mezclados con un idioma muy distinto, tuvieron el mismo origen que el sánscrito.
William Jones, 1786

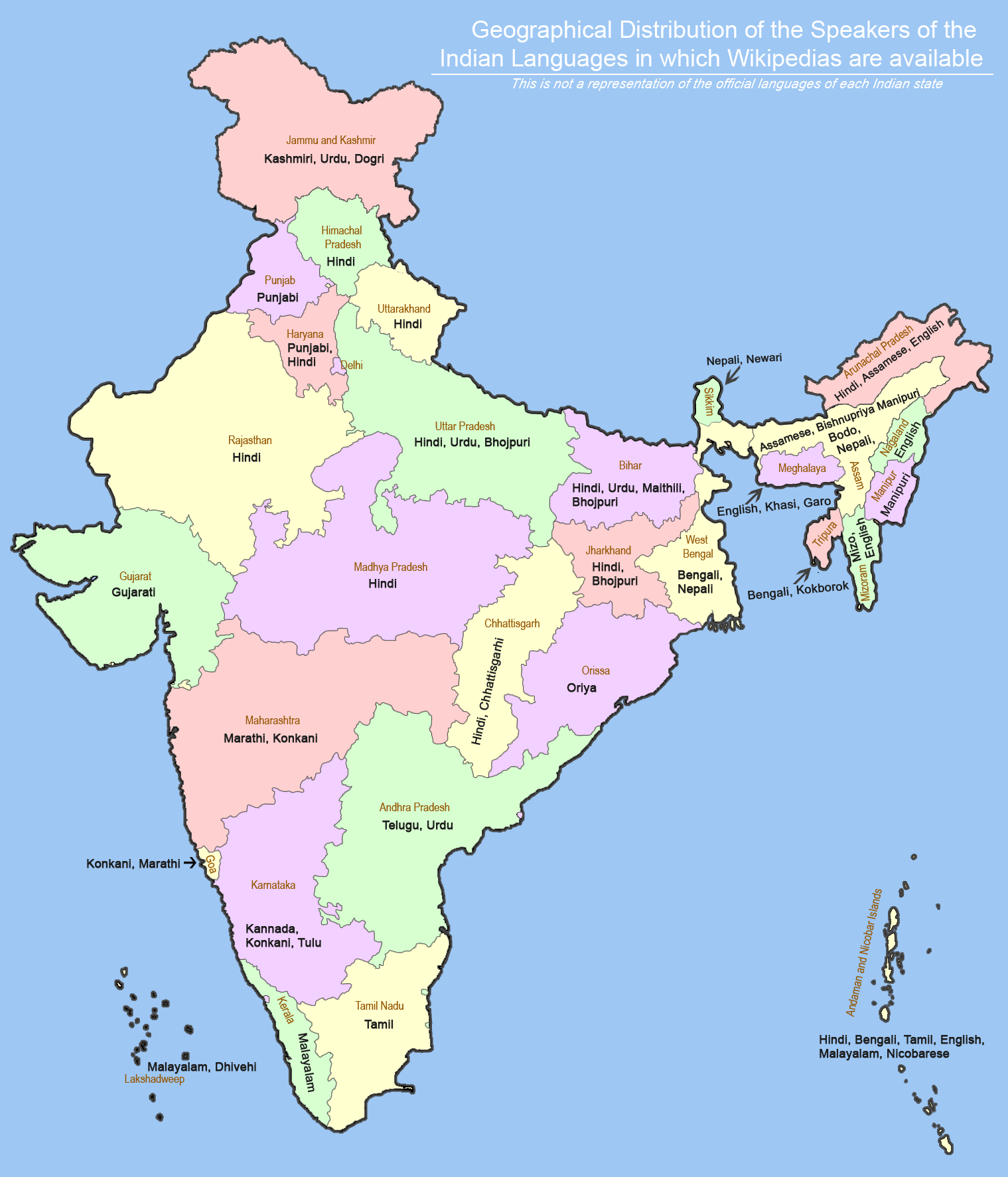
India posee 18 idiomas oficiales, 15 de los cuales son indoeuropeos. Mapa de ubicación de los diversos grupos que hablan los idiomas indios de los que existe una Wikipedia.

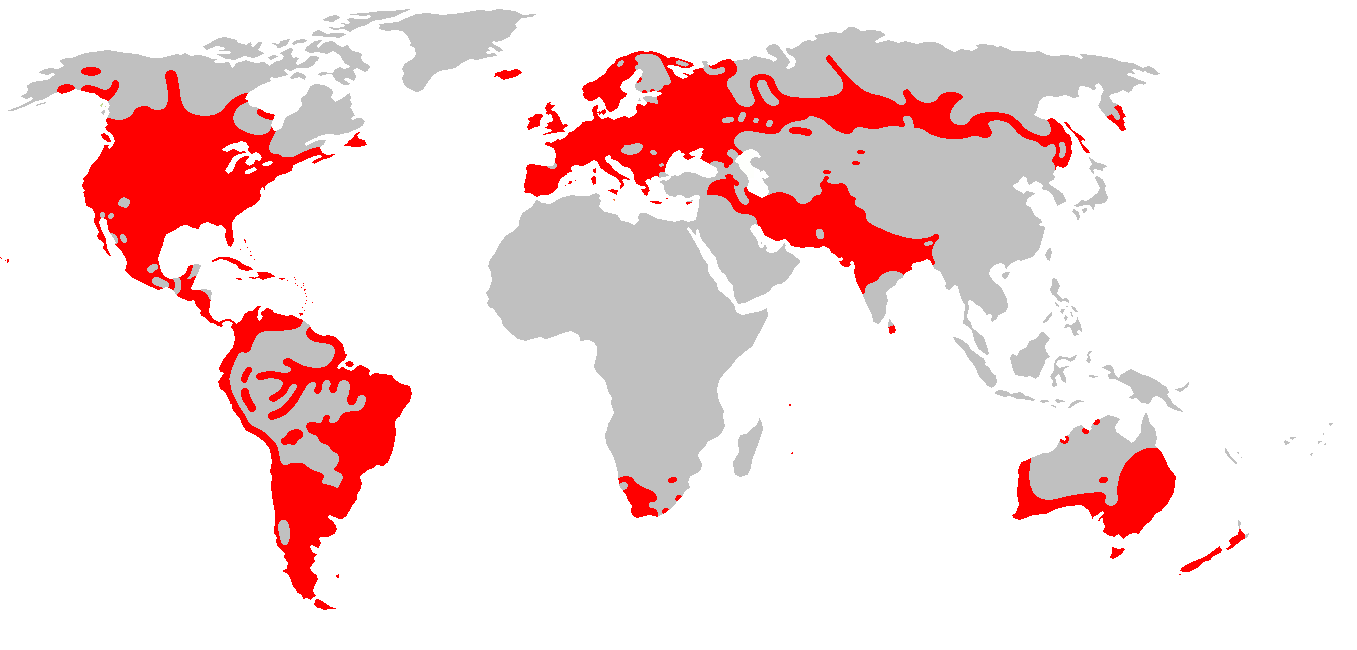
Distribución de los idiomas indoeuropeos en el mundo.

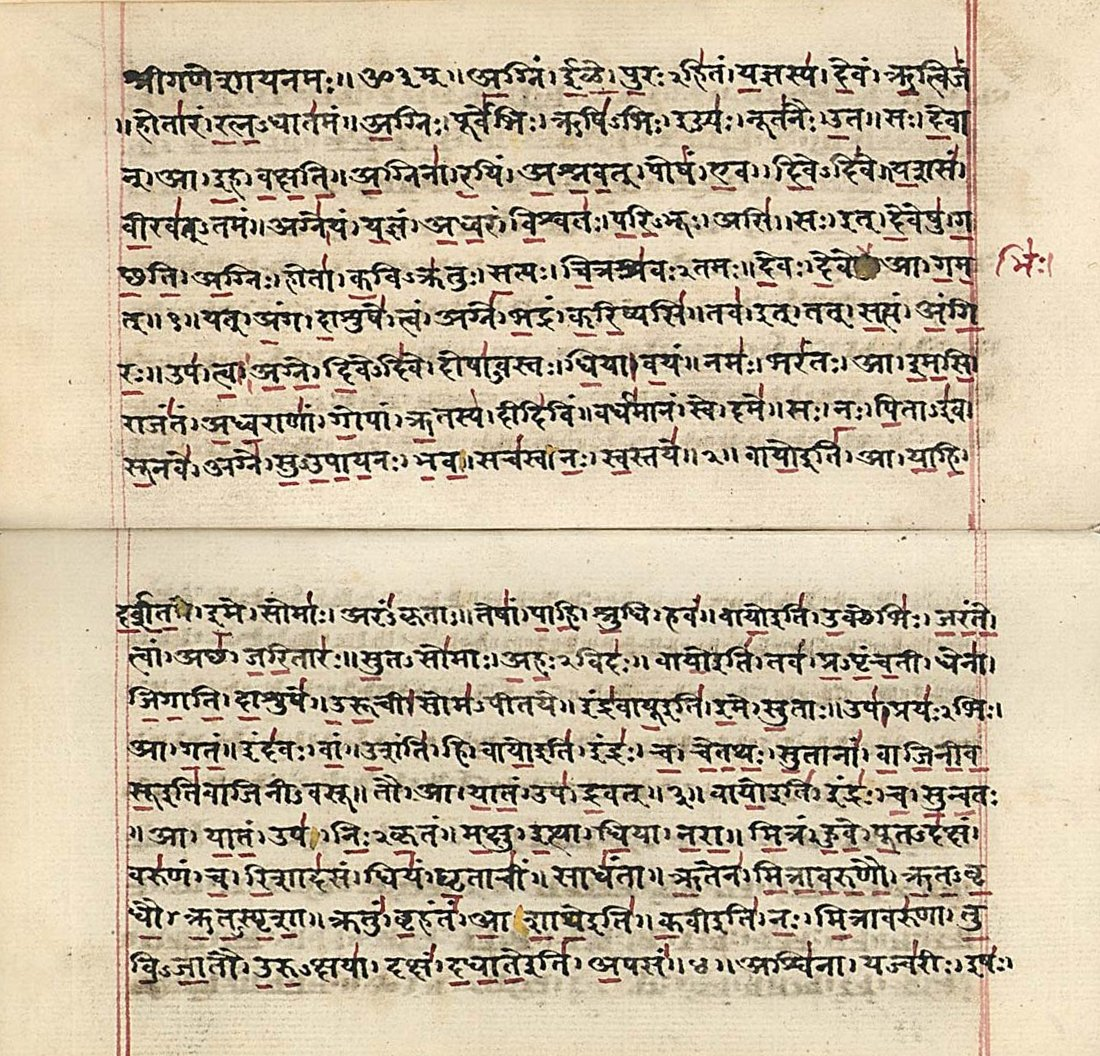
Rigveda (padapatha) manuscrito en letra devanagari,. La primera línea posee las palabras introductorias del Rig-veda 1.1.1 (agniṃ; iḷe; puraḥ-hitaṃ; yajñasya; devaṃ; ṛtvijaṃ). El acento védico se encuentra marcado mediante subrayados y sobrerrayado vertical en rojo.

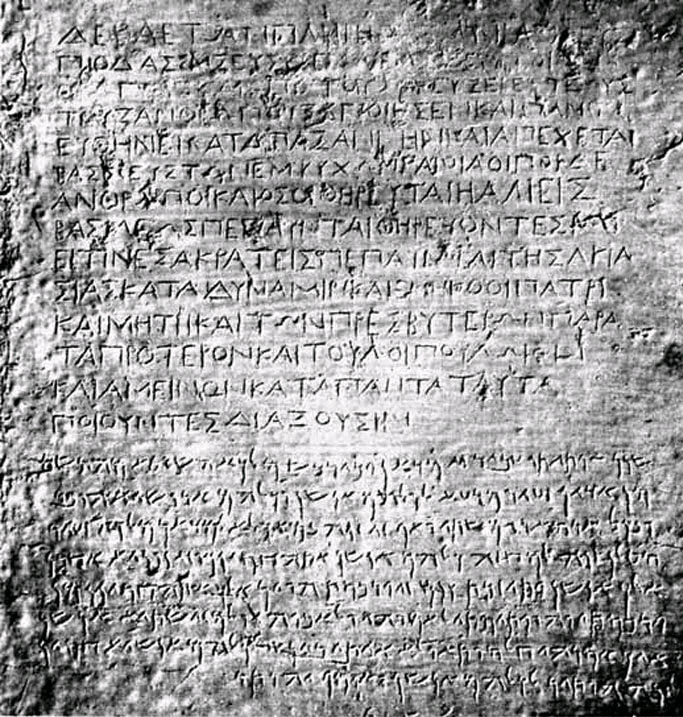
Registros literarios indican que a veces la India ha interactuado utilizando idiomas de otras civilizaciones antiguas. Inscripción del emperador indio Ashoka, en roca hacia el año 250 a. C., en Afganistán. Con inscripciones en griego y arameo, conteniendo ideas de no violencia contra hombres y seres vivos.

El sánscrito rigvédico es uno de los más antiguos registros de un idioma indoario, y es uno de los más antiguos registros de la familia de idiomas indoeuropeos. El descubrimiento del sánscrito por parte de los primeros exploradores europeos de la India condujo al desarrollo de la filología comparativa. Los intelectuales del siglo XVIII quedaron sorprendidos por la gran similitud del sánscrito, tanto en cuanto a gramática como vocabulario, con las lenguas clásicas europeas. Importantes estudios científicos posteriores han permitido determinar que el sánscrito y muchos idiomas indios derivados corresponden a una familia que incluye al inglés, alemán, francés, italiano, español, celta, griego, báltico, armenio, persa, tocario y otros idiomas indoeuropeos.
La evolución del idioma en la India puede ser estudiado en tres períodos: antiguo, medio e indoario moderno. La forma clásica de indoario antiguo era el sánscrito, un idioma pulido, cultivado y correcto (en forma similar al español), en comparación con el prácrito, el idioma vulgar de las masas de migrantes que evolucionaba sin importar una pronunciación o gramática correcta, la estructura del lenguaje cambiando en la medida que esas masas se entremezclaban, se asentaban en tierras nuevas y adoptaban palabras de pueblos que tenían sus propios idiomas nativos. El prácrito se convirtió en el indoario medio, que dio lugar al pali (el idioma de los primeros budistas y de la era Ashoka hacia el 200-300 a. C.), el prácrito (el idioma de los filósofos jainas) y Apabhramsa (el idioma mezcla en las etapas finales del indoario medio). Los estudiosos sostienen que es el Apabhramsa, el que se desarrolla dando lugar al hindi, guyaratí, bengalí, marathi, punjabi y muchos otros idiomas en uso en la actualidad en el norte, este y oeste de la India. Todos estos idiomas indios poseen raíces y estructuras similares a las del sánscrito, entre sí y con otros idiomas indoeuropeos. Por lo tanto se puede concluir que en India existe un registro continuo de 3000 años de historia lingüística que se ha preservado en documentos históricos. Ello le permite a los estudiosos analizar la evolución de los idiomas y observar como mediante cambios apenas perceptibles entre generación y generación, un idioma original se altera dando lugar a idiomas descendientes que difícilmente sean reconocibles como ramas de un mismo tronco.
El sánscrito ha tenido un impacto muy importante en los idiomas y literatura de la India. El hindi, el idioma más hablado de la India, es un "registro sanscritizado" del idioma khariboli. Además, todos los idiomas indoarios modernos, los idiomas munda y los idiomas dravídicos, han tomado muchas palabras sea en forma directa del sánscrito (palabras tatsama), o indirectamente mediante idiomas indoarios de transición o medios (palabras tadbhava). Se estima que las palabras originarias del sánscrito constituyen aproximadamente el 50 % del vocabulario de los idiomas indoarios modernos, y las formas literarias de dravídico télugu, malaialam y canarés (kanada).
Parte de los idiomas indoarios orientales, el bengalí provienen de los idiomas indios medios orientales, y sus raíces se pueden rastrear hasta el s. V, en el idioma ardhamagadhi.
El idioma tamil, una de las principales lenguas clásicas de la India, desciende de los idiomas protodravidianos, que eran hablados hacia el II milenio a. C. en la India peninsular. La literatura tamil ha existido por más de dos mil años y los registros epigráficos más antiguos se remontan al siglo III a. C..
El idioma canarés (kannada), otro importante idioma clásico dravidiano se encuentra registrado mediante epígrafes del I milenio a. C., y floreció en cuanto a la producción literaria del canarés (kannada) antiguo durante la dinastía Rashtrakuta hacia los siglos IX y X. Hay quienes sostienen que como lenguaje hablado podría ser más antiguo que el tamil a causa de la existencia de palabras que poseen formas más primitivas que en tamil. El canarés preantiguo (o purava hazhe-gannada) era el lenguaje de Banavasi a comienzos de la era común, en los periodos Satavahana y Kadamba y por lo tanto posee más de 2000 años de antigüedad.
Se ha sugerido que el edicto de Ashoka encontrado en el sitio arqueológico de Brahma-guiri (fechado hacia el 230 a. C.) contiene una palabra en canarés.
Además de los idiomas indoeuropeos y dravidianos en la India también se utilizan idiomas austro-asiáticos y tibeto-birmanos. Estudios de genoma de los grupos étnicos de la India indican que es probable que los primitivos colonos de la India fueran tribus austroasiáticas. El idioma en la India y la fusión cultural no se debe solo a grandes migraciones de indoarios desde Asia central y Eurasia occidental por el noroeste, los estudios de genoma sugieren que una gran ola humana posiblemente hizo su ingreso en India hace mucho tiempo, por el noreste, junto con poblaciones tribales de origen tibeto-birmano. Sin embargo, estudios de genoma de distancias Fst sugieren que los Himalayas del noreste sirvieron de barrera, en los últimos 5000 años, tanto a las migraciones humanas como al admixing. Los idiomas que se hablan en esta parte de la India comprenden el austro-asiático (por ejemplo khasi) y el tibeto-birmano (por ejemplo nishi).

### Literatura
Las primeras obras de la literatura india fueron transmitidas originalmente de manera oral, y siendo recopiladas en escritos algunos siglos más tarde.
Estas obras incluyen textos de la literatura sánscrita, tales como los primeros Vedas, las epopeyas Mahābhārata y Rāmāyaṇa, el drama Abhijñānaśakuntalā (‘el reconocimiento de Sakúntala’, del escritor Kalidás) y poesías como los Mahākāvya y textos de la literatura sangam, en antiguo tamil.
- Epopeyas

El Rāmāyaṇa y el Mahābhārata son las dos epopeyas más difundidas y antiguas de India. Se han adaptado versiones de estas epopeyas en algunos países del sudeste asiático tales como en Tailandia, Malasia e Indonesia. El Rāmāyaṇa consiste de 24 000 versos, y cuenta la historia de Rama (una encarnación o avatar del dios hinduista Visnú), cuya esposa Sita fue secuestrada por Rávana, el rey demonio de Lanka. Esta epopeya jugó un papel clave en establecer el rol de dharma como una idea fuerza del modo de vida hinduista.
Las partes más antiguas del extensísimo texto del Majabhárata pueden haber sido compuestas hacia el año 400 a. C. y se estima que tomó su forma actual hacia comienzos del período Gupta (siglo IV d. C.).

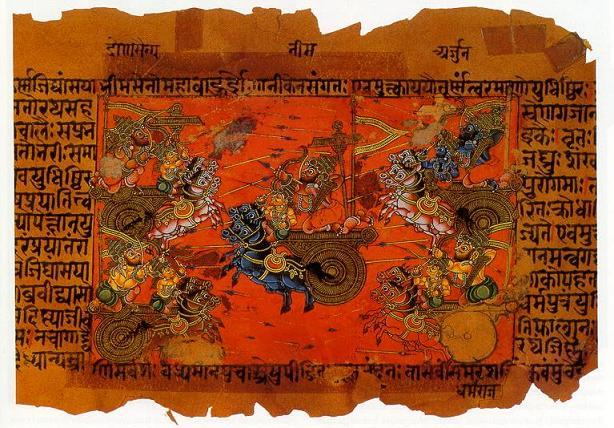
Ilustración de un manuscrito de la batalla de Kurukshetra, entre los Kauravas y los Pandavas, registrada en el  Mahābhārata
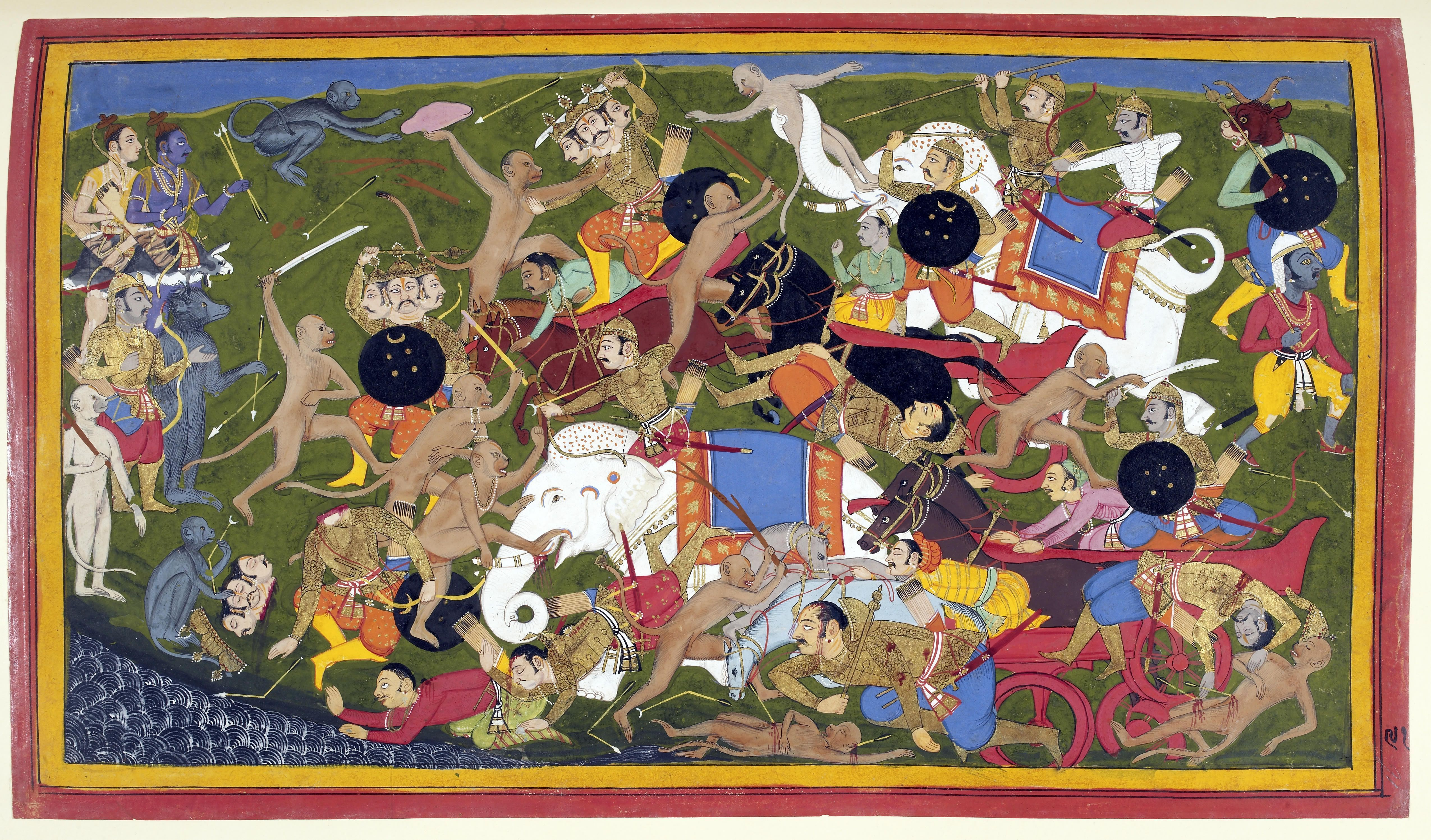
La batalla de Lanka, Ramayana en el Sahibdin. Se observa el ejército de monos del protagonista Rama (arriba izq, figura azul) peleando con Ravana—el rey demonio de Lanka—para salvar a Sita la esposa de Rama secuestrada. La pintura representa varios eventos en la batalla contra el general demoníaco Trisiras de tres cabezas, (izq abajo).
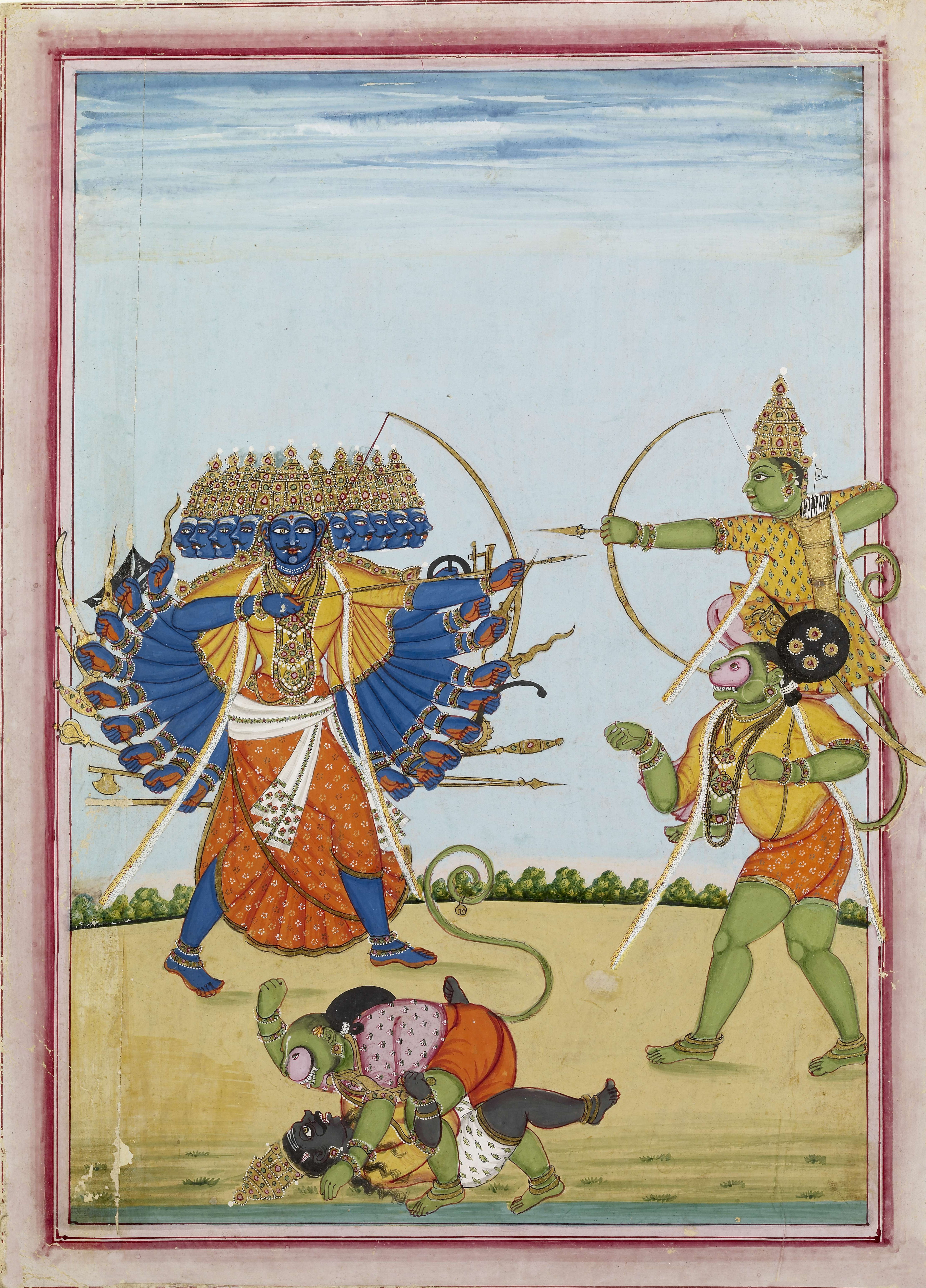
Rama y Hanuman peleando contra Ravana del Ramavataram, un álbum pintado sonbre papel de Tamil Nadu, c. 1820 CE
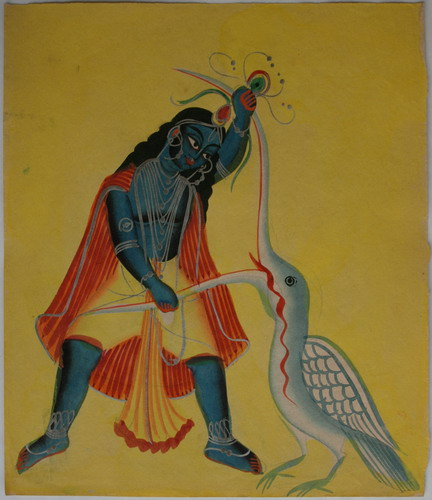
Krishna matando a Bakasura, dibujo del Harivamsa de Mahabharata.

Otras variaciones regionales de estas, como así mismo ciertas epopeyas no relacionadas con ellas son el Ramavataram (en tamil), el Pampa-bharata (en canarés), el Rama-charita-manasa (en hindi), y el Adhyathma-Rāmāyaṇam (en malayalam).
Además de las dos grandes epopeyas indias, existen cuatro importantes epopeyas escritas en tamil: el Silappatikaram, el Manimekalai, el Civaka Cintamani y el Valayapathi.
- Evolución posterior

En el período medieval hizo su aparición la literatura en canarés y télugu, en los siglos V y XI respectivamente.
Posteriormente, la literatura comenzó a manifestarse en diferentes idiomas tales como marati, bengalí, diversos dialectos del hindi, persa y urdú.
En 1913, el poeta bengalí Rabindranath Tagore ganó el premio Nobel de literatura, siendo la primera persona de la India en recibir un premio Nobel. En la literatura india contemporánea, existen dos premios importantes; estos son el Sahitya Akademi Fellowship y el Jnanpith Award. Ocho premios Jnanpith han sido otorgados a producciones en hindi y otros ocho en canarés, cinco en idioma bengalí, cuatro en idioma malayalam, y tres en guyaratí, marathi y urdú y dos en cada uno de los siguientes idiomas asamés, tamil y télugu.

## Filosofía y religión

### Doctrinas filosóficas

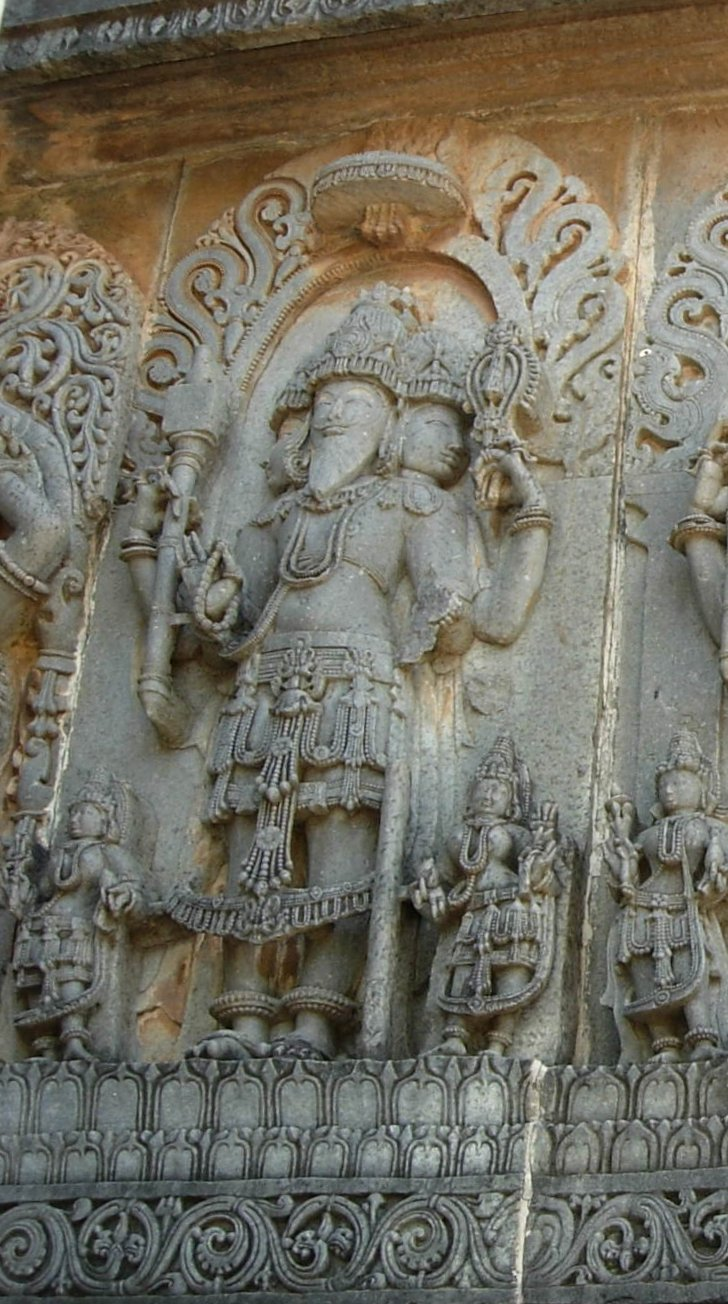
Brahmā, quién el hinduismo considera el dios creador del mundo.

Las doctrinas indias han tenido un impacto en el mundo del pensamiento. Varias de sus doctrinas teístas, así como muchas escuelas budistas e hinduistas, han tenido enorme influencia.
Pero la India también ha sido históricamente una región pionera en el desarrollo e investigación de campos como la lógica, el racionalismo, las ciencias, las matemáticas, el materialismo, el ateísmo y el agnosticismo, si bien la mayoría de sus aportes en estos campos no se conocen a nivel popular debido a que sus textos fueron destruidos durante periodos de fanatismo religioso.
Es posible que un concepto matemático complejo, tal como la idea del cero, llevado a Europa por los árabes, haya provenido originalmente de la India. La más famosa tradición atea de la India es la escuela de Chárvaka, considerada por algunos como la escuela de pensamiento materialista más antigua del mundo, que se formó en la misma época que la de las Upanishád hinduistas, así como también las doctrinas budista y jainista.
Algunos conceptos religiosos de la India fueron introducidos a la tradición griega, en especial durante la campaña de Alejandro Magno, y viceversa, llegando algunas escuelas de filosofía griega a tener similitudes con las doctrinas indias.
Además de la alta estima que se le ha tenido a la doctrinas hinduistas en la India desde tiempos remotos, la India también ha producido algunos de los filósofos más influyentes a nivel mundial, los cuales han escrito tanto en sus idiomas nativos como en inglés. Durante la ocupación británica de la India, varios pensadores, seculares y religiosos, consiguieron un alto nivel de reconocimiento, y fueron traducidos al inglés, alemán y otros idiomas. Swami Vivekananda viajó a los Estados Unidos a participar de la convención mundial de religiones de 1893, donde impresionó a los otros delegados con un innovador discurso que por primera vez permitió a los intelectuales de Occidente familiarizarse con las doctrinas hinduistas.

### Religión en la India
La India es el lugar de nacimiento de las llamadas religiones Dhármicas: hinduismo, budismo, jainismo y sijismo. En la actualidad, hinduismo y budismo son, respectivamente, la cuarta y la segunda religión más practicadas en el mundo, teniendo entre ambas cerca de 2400 millones de seguidores en todo el planeta.
La India es uno de los países con mayor diversidad religiosa en el mundo, con una de las sociedades y culturas más profundamente religiosas. La religión juega un papel central y definitivo en la vida de la nación y de mucha de su gente.
El hinduismo que es la religión de más del 80,4 % de la población del país, es considerado el sistema religioso y filosófico más antiguo del mundo. El Islam es practicado por cerca del 13,4 % de la población india. Sijismo, budismo y jainismo son sistemas de mucha influencia, no solo en la India, sino en todo el mundo. El cristianismo, el zoroastrismo, el judaísmo y el bajaísmo tienen también influencia, pero cuentan con un número muy inferior de seguidores. A pesar de la gran importancia de la religión en la vida india, el ateísmo y el agnosticismo tienen también una influencia visible.
En el hinduismo, la vaca es considerada un símbolo de Áhimsa (no violencia), diosa madre y portadora de buena suerte y riqueza. Por esta razón, las vacas son veneradas en la cultura hinduista y el sacrificar una vaca para proveerse de alimento es visto como un acto profano.

## Aspectos sociales

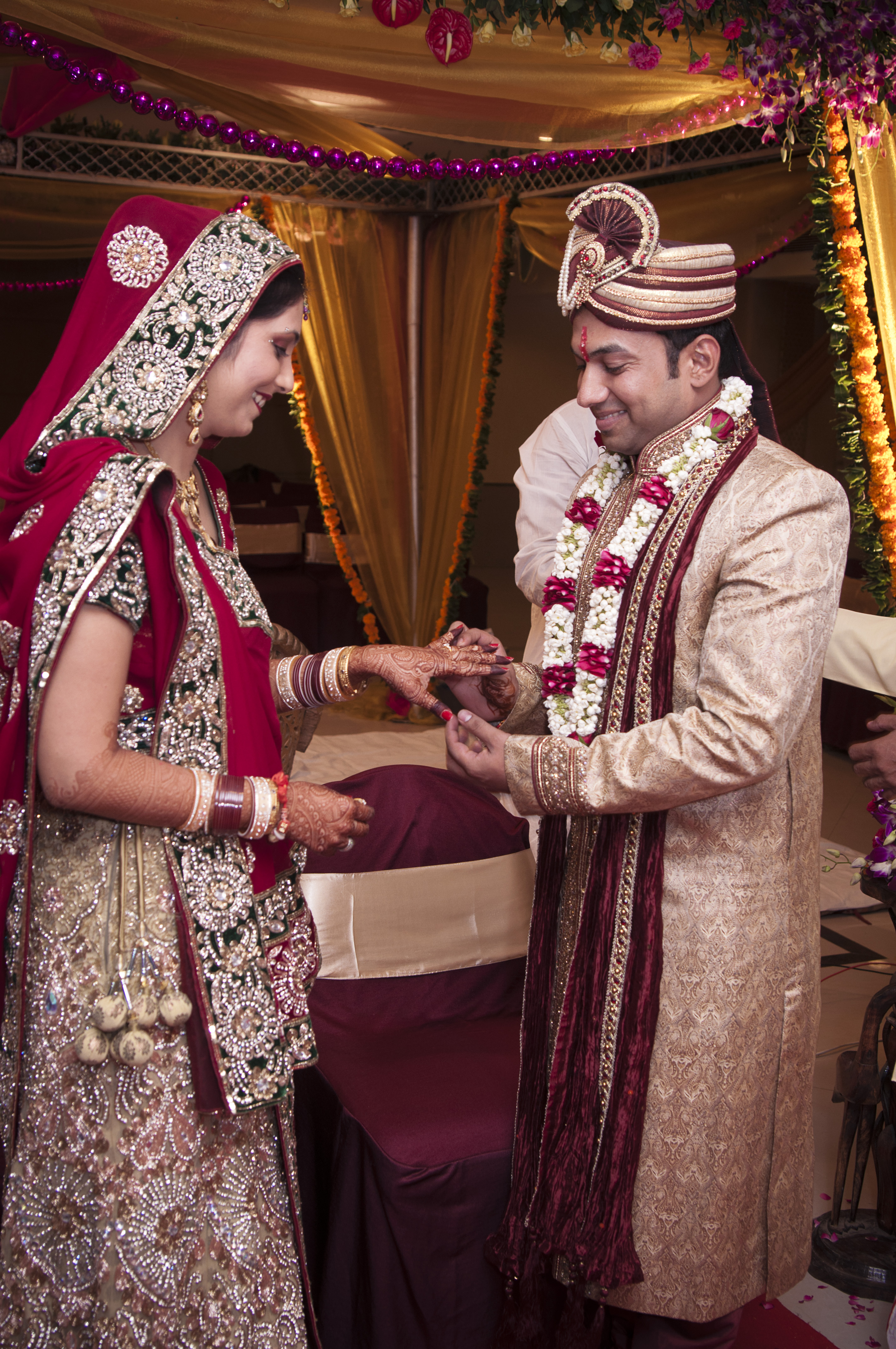
Novia con un sari y novio vestido con un sherwani durante un casamiento indio hindú.

Durante generaciones, en la India ha prevalecido la tradición del sistema familiar conjunto. Es cuando los miembros extendidos de una familia (padres, hijos, cónyuges de los hijos y sus descendientes, etc.) viven juntos. Por lo general, el miembro masculino de mayor edad es el jefe del sistema familiar indio conjunto. En su mayoría, toma todas las decisiones y establece las reglas importantes, y es probable que otros miembros de la familia las acaten. Con la economía actual, el estilo de vida y el costo de vida en la mayoría de las ciudades metropolitanas es alto, la población está dejando atrás el modelo de familia conjunta y adaptándose al modelo de familia nuclear. Vivir antes en una familia conjunta tenía el propósito de crear amor y preocupación por los miembros de la familia. Sin embargo, ahora es un desafío darse tiempo el uno al otro, ya que la mayoría de ellos buscan necesidades de supervivencia.
En un estudio de 1966, Orenstein y Micklin analizaron los datos de población y la estructura familiar de la India. Sus estudios sugieren que el tamaño de los hogares indios se mantuvo similar durante el período de 1911 a 1951. A partir de entonces, con la urbanización y el desarrollo económico, India ha sido testigo de una ruptura de la familia conjunta tradicional en familias más parecidas a las nucleares. Sinha, en su libro, después de resumir los numerosos estudios sociológicos realizados sobre la familia india, señala que durante los últimos 60 años, la tendencia cultural en la mayor parte de la India ha sido un cambio acelerado de la familia conjunta a la familia nuclear, al igual que las tendencias demográficas. en otras partes del mundo. La familia conjunta tradicionalmente numerosa en la India, en la década de 1990, representaba un pequeño porcentaje de los hogares indios y, en promedio, tenía un ingreso familiar per cápita más bajo. Encuentra que la familia conjunta todavía persiste en algunas áreas y en ciertas condiciones, en parte debido a las tradiciones culturales y en parte debido a factores prácticos. Los jóvenes de clases socioeconómicas más bajas están más inclinados a pasar tiempo con sus familias que sus compañeros debido a las diferentes ideologías en la crianza de los hijos en zonas rurales y urbanas. Con la difusión de la educación y el crecimiento de la economía, el sistema tradicional de familia conjunta se está derrumbando rápidamente en toda la India y las actitudes hacia las mujeres trabajadoras han cambiado.

### Matrimonios concertados

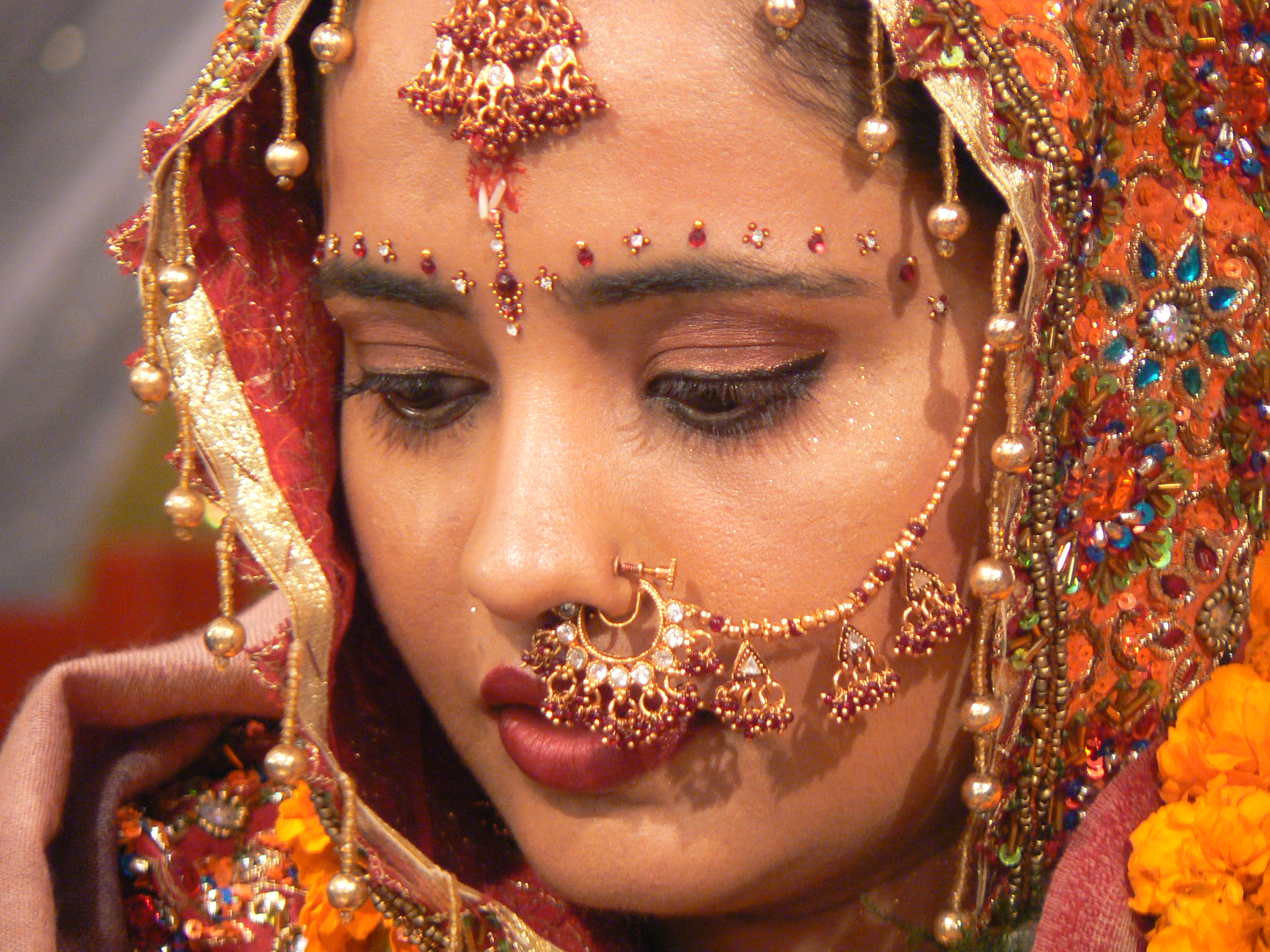
Una novia en la India.

Desde hace siglos la sociedad India posee una tradición de matrimonios arreglados. Aun en el siglo XXI, para la gran mayoría de los indios sus matrimonios son planificados y concertados por sus padres y otros miembros relevantes de la familia, aunque casi siempre los futuros esposos son los que brindan su consentimiento final. En el pasado, el matrimonio se realizaba siendo aun muy jóvenes los esposos, especialmente en Rajastán, pero de la mano de la modernización la edad ha ido aumentando y además se han promulgado leyes que regulan la edad mínima para poder contraer matrimonio.
En la mayoría de los casamientos la familia de la novia provee una dote al novio o a la familia del novio. Tradicionalmente, la dote era considerada la parte que le correspondía a la novia de la fortuna familiar, dado que una hija no tenía derechos legales sobre las propiedades de su familia natal. Además, la dote incluía valores transportables tales como joyas y bienes del hogar de los cuales la novia pudiera disponer durante su vida.
Históricamente, en la mayoría de las familias las propiedades de la familia se transferían únicamente por la línea de herederos masculina. Desde 1956, las leyes indias tratan al hombre y a la mujer en términos similares en temas relacionados con la herencia en caso de que no exista testamento legal del difunto.
Se observa un aumento del uso por parte de los indios de testamentos legales para definir las condiciones de la sucesión, en el 2004 aproximadamente el 20 % de los indios tenían testamento.
En India, el índice de divorcio es de solo el 1 % comparado con casi el 40 % en los Estados Unidos.
Sin embargo estas estadísticas son limitadas, ya que no existen relevamientos rigurosos sobre el matrimonio en la India, que capturen con cierta profundidad los comentarios de ambos cónyuges. Algunas muestras parecerían indicar que la temática de los matrimonios en la India es similar a las tendencias que se observan en otras partes del mundo, y los índices de divorcio se encuentran en ascenso. Los índices de divorcio en zonas urbanas son mucho más elevados. En la India, casi el 80 % de los divorcios son iniciados por las mujeres.
Algunos estudios recientes sugieren que en la India existe una tendencia que va en la dirección de mantener los matrimonios arreglados aunque sujetos al consentimiento (o poder de veto) de los futuros cónyuges. Banerji et al. recogieron información en 41,554 hogares en 33 estados y territorios de la India en el 2005. El estudio concluyó que las tendencias sobre el matrimonio en la India son similares a las tendencias observadas a lo largo de los últimos 40 años en China, Japón y otras naciones.
El estudio permitió concluir que muy pocos matrimonios son arreglados sin el consentimiento de los futuros esposos, y que la mayoría de los matrimonios son arreglados con consentimiento. El porcentaje de matrimonios auto-acordados por los novios (los denominados "matrimonios por amor") también se encontraba en ascenso, particularmente en las áreas urbanas. Un artículo del año 2006 indicaba que entre el 10 y 20 por ciento de los matrimonios urbanos en la India eran arreglados por los novios.

### Rituales de boda

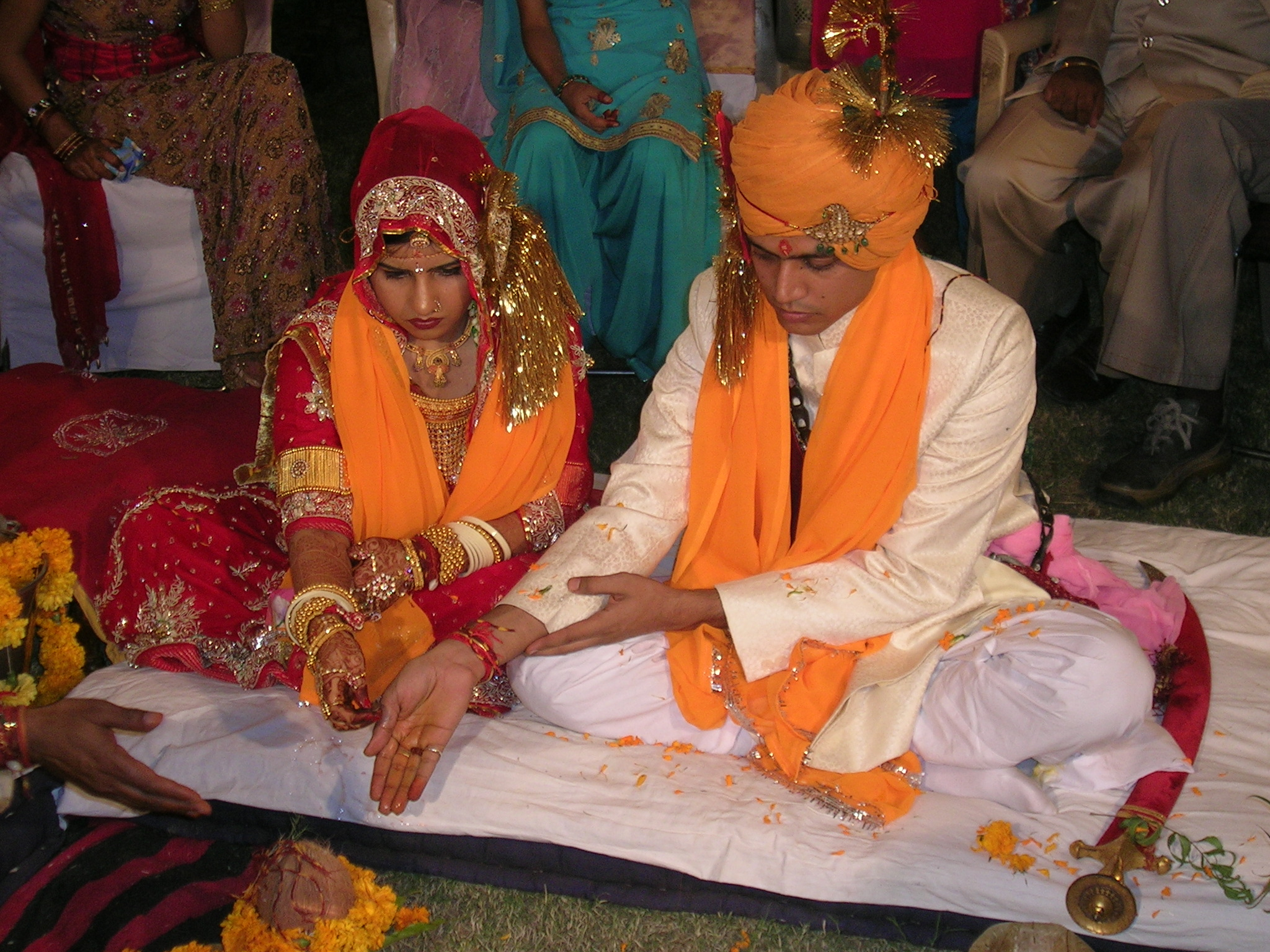
Un ritual de boda hindú en marcha. La novia y el novio están sentados juntos, recibiendo instrucciones del sacerdote. El recipiente sagrado cuadrado de fuego (yajna kund) está detrás del sacerdote.

Las bodas son ocasiones festivas en la India con amplias decoraciones, colores, música, danza, trajes y rituales que dependen de la religión de la novia y el novio, así como de sus preferencias. El país celebra unos 10 millones de bodas al año, de las cuales más del 80% son bodas hindúes.
Aunque en el hinduismo hay muchos rituales relacionados con festivales, el vivaha (boda) es el ritual personal más extenso que un hindú adulto lleva a cabo en su vida. Las familias hindúes típicas dedican importantes esfuerzos y recursos económicos a preparar y celebrar bodas. Los rituales y procesos de una boda hindú varían según la región de la India, las adaptaciones locales, los recursos familiares y las preferencias de los novios. No obstante, hay algunos rituales claves comunes en las casamientos hindúes - Kanyadaan, Panigrahana, y Saptapadi; se trata, respectivamente, de la entrega de la hija por parte del padre, cogerse voluntariamente de la mano cerca del fuego en señal de unión inminente, y dar siete vueltas antes del disparo, cada una de las cuales incluye una serie de votos mutuos. [Mangala sutra|Mangalsutra]] Collar de lazo que un novio hindú ata con tres nudos alrededor del cuello de la novia en una ceremonia matrimonial. Esta práctica forma parte de la ceremonia matrimonial prescrita en Manusmriti, la ley tradicional que rige el matrimonio hindú. Tras el séptimo círculo y los votos de Saptapadi, la pareja es legalmente marido y mujer. Los sijs se casan mediante una ceremonia llamada Anand Karaj. La pareja da cuatro vueltas alrededor del libro sagrado, el Guru Granth Sahib. Los musulmanes indios celebran una Boda islámica tradicional siguiendo costumbres similares a las practicadas en Oriente Próximo. Los rituales incluyen el Nikah, el pago de una dote económica llamada Mahr por parte del novio a la novia, la firma de un contrato matrimonial y una recepción. Las bodas cristianas indias siguen costumbres similares a las que se practican en los países cristianos de Occidente en estados como Goa, pero tienen costumbres más indias en otros estados.

### Saludos

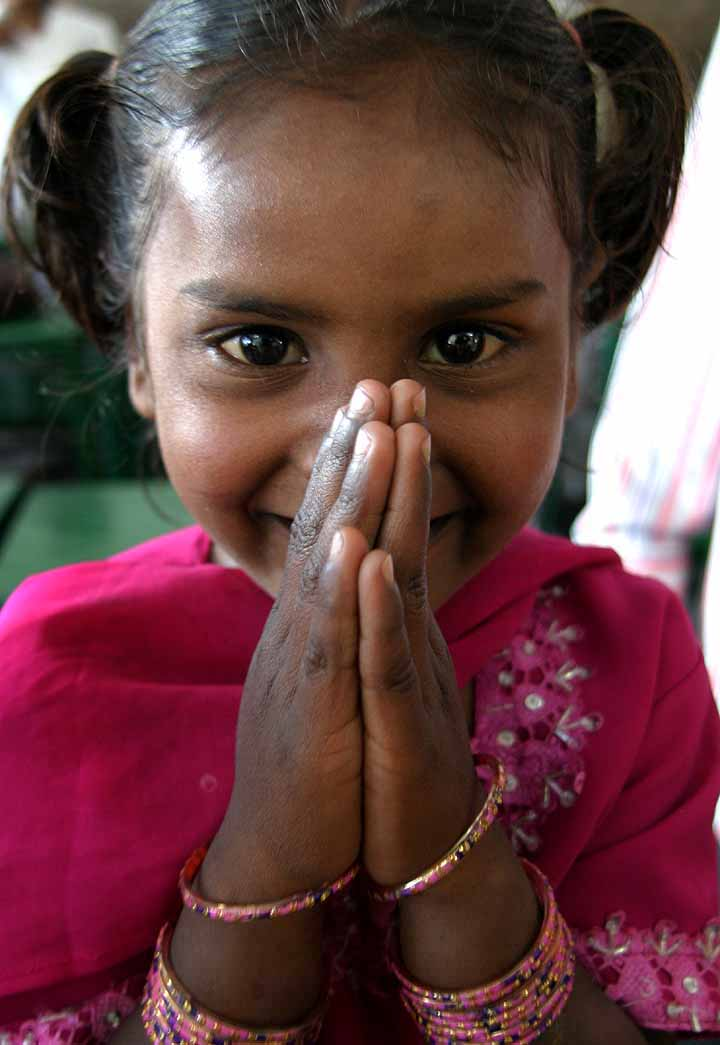
Namaste, saludo juntando las manos acompañándose de una sonrisa - una práctica común en la India.

Namaste, namaskar o namaskara o namaskaram (télugu, malayalam), vanakkam (tamil),nomoshkaar (bengalí), nomoskar (asamés) es un término usual de saludo o bienvenida verbalizado, aunque algunos lo consideran algo pasado de moda. El término namaskar es considerado una versión algo más formal que namaste pero ambos expresan un profundo respeto. El saludo es utilizado comúnmente en la India y Nepal por hinduistas, jainistas y budistas, muchos continúan utilizándolo fuera del subcontinente indio. En la cultura india y nepalí, la palabra es escrita al comienzo de comunicaciones escritas u orales. Sin embargo, el mismo gesto con las manos juntas es realizado en forma silenciosa al despedirse o retirarse. Tomado en sentido literal significa "Me inclino ante usted". La expresión deriva del sánscrito (namah): inclinar, sumisión, saludo reverencial, y respeto, y (te): "a usted". Tal como lo explica un intelectual indio, en términos literales namaste se refiere a que 'La divinidad que mora en mí se inclina ante la divinidad que mora en usted' o 'La divinidad que mora en mi, saluda a la divinidad que mora en usted'. En la mayoría de las familias indias, se les enseña a los jóvenes a solicitar la bendición de sus mayores inclinándose en forma reverencial ante estos. Esta costumbre se denomina pranāma.
Otros saludos o bienvenidas incluyen "Jai Shri Krishna", "Ram Ram", y Sat Shri Akal (Punjabi, utilizados por los practicantes del sijismo), Jai Jinendra, una bienvenida comúnmente utilizada por la comunidad jainista y "Nama Shivaya".

## Artes de escena

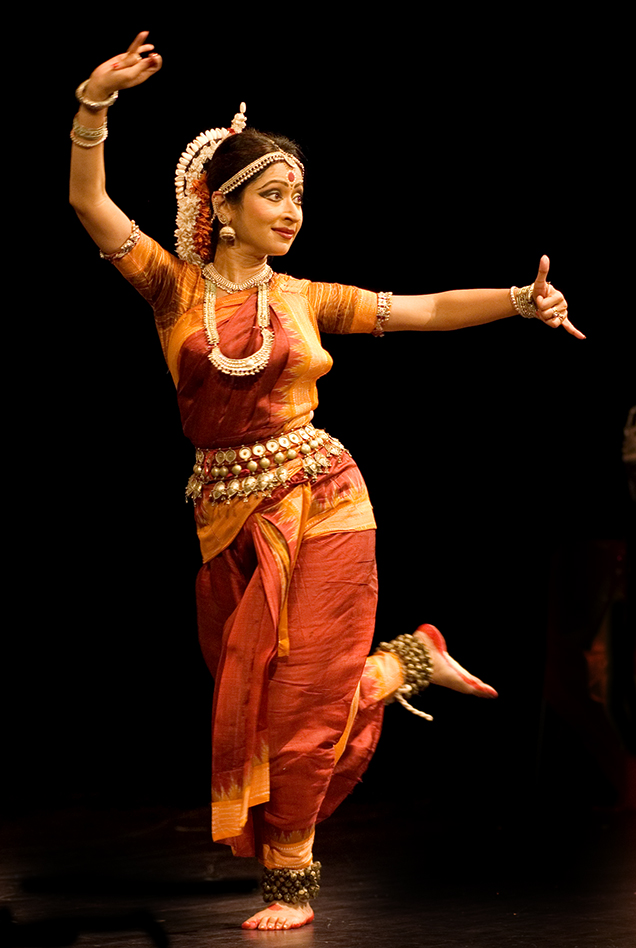
Bailarina odissi.

### Danza
Dejen que el teatro y la danza (nātya) sean la quinta escritura védica. Combinadas con una historia épica, propugnarán la virtud, riqueza, alegría y libertad espiritual, alojarán el significado de cada escritura, e impulsarán todo tipo de arte.
Capítulo primero del Nātyaśāstra, entre el 200 a. C. y el 200 d. C.

India ha tenido desde siempre un profundo interés con el arte de la danza. El Natia-sastra (‘el arte de la danza’) y el Abhinaia-darpana (‘espejo del gesto’) son dos documentos sánscritos que han llegado hasta nuestros días. Se estima que datan del 200 a. C. al 300 d. C.
El arte de la danza en la India tal como es enseñado en estos libros antiguos, según Ragini Devi, es expresión de la belleza interior y la divinidad en el hombre.
Es un arte deliberado, nada queda librado al azar, cada gesto busca transmitir ideas, cada expresión facial las emociones.
La danza en la India comprende ocho formas de danza clásica, muchas con formas narrativas de elementos mitológicos. Las ocho formas clásicas a las que la Academia Nacional de Música, Danza y Teatro de la India les reconoce el estatus de danzas clásicas son: bharatanatyam del estado de Tamil Nadu, kathak de Uttar Pradesh, kathakali y mohiniattam de Kerala, kuchipudi de Andhra Pradesh, yakshagana de Karnataka, manipuri de Manipur, odissi (orissi) del estado de Orissa y la sattriya de Assam.
Además de las formas de danza formales, las regiones de la India poseen destacadas formas libres, en una tradición de danzas folclóricas. Entre las danzas folclóricas de la India es dable mencionar la bhangra de Punjab, el bihu de Assam, el zeliang de Nagaland, la chhau de Jharkhand, los qauwwalis, birhas y charkulas de Uttar Pradesh, el jat-jatin y saturi de Bihar, la odissi de Orissa, la ghoomar de Rajasthan, la dandiya y garba de Guyarat, la kolattam de Andhra Pradesh, la yakshagana de Karnataka y lavani de Maharashtra y la Dekhnni de Goa.
En épocas recientes se han adoptado formas internacionales de danza particularmente en centros urbanos de India, y se han extendido las danzas clásicas de la comunidad cristiana de Kerala, relatando historias de la Biblia.

### Teatro

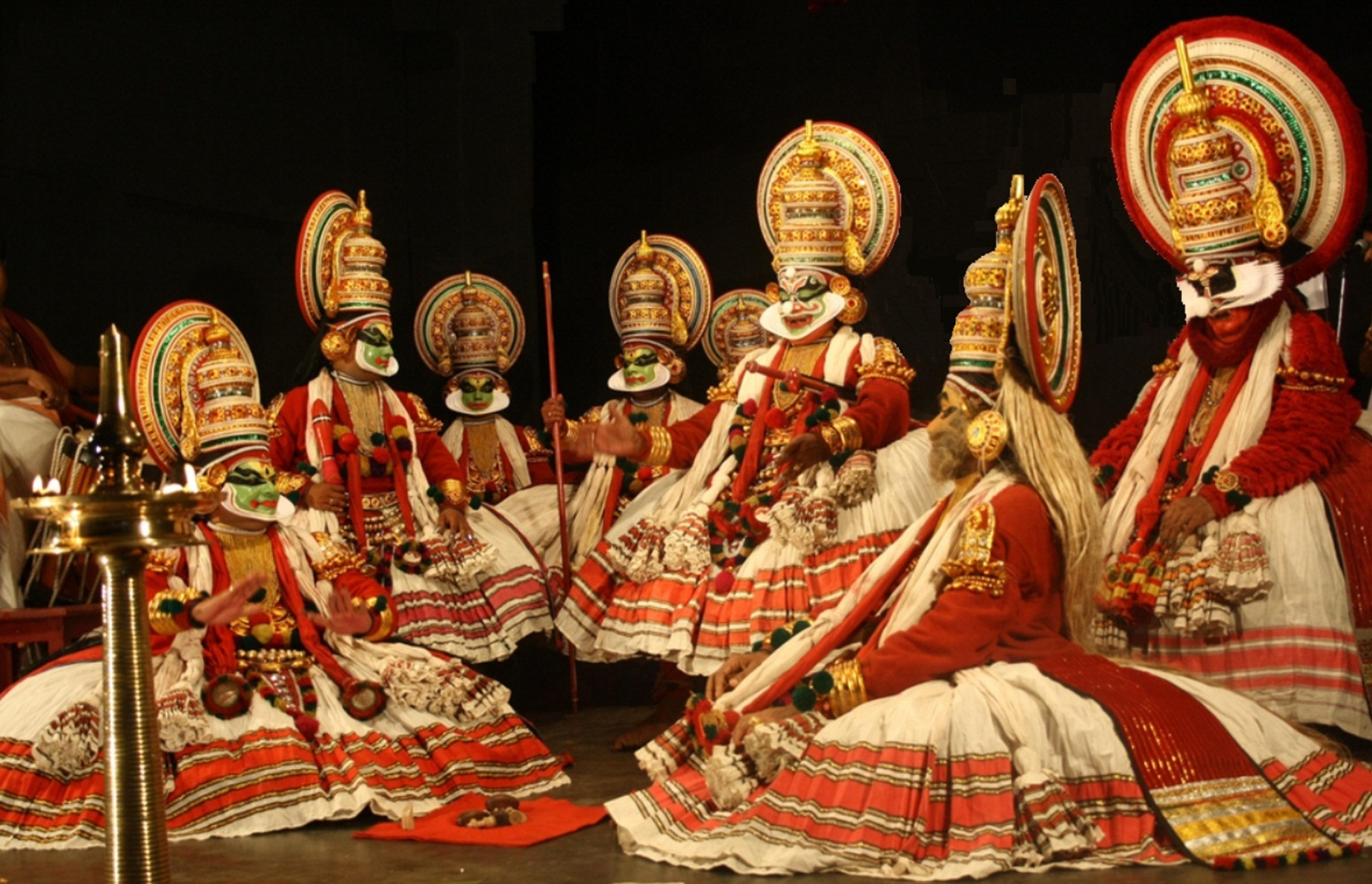
Kathakali una de las formas de teatro clásico de Kerala, India
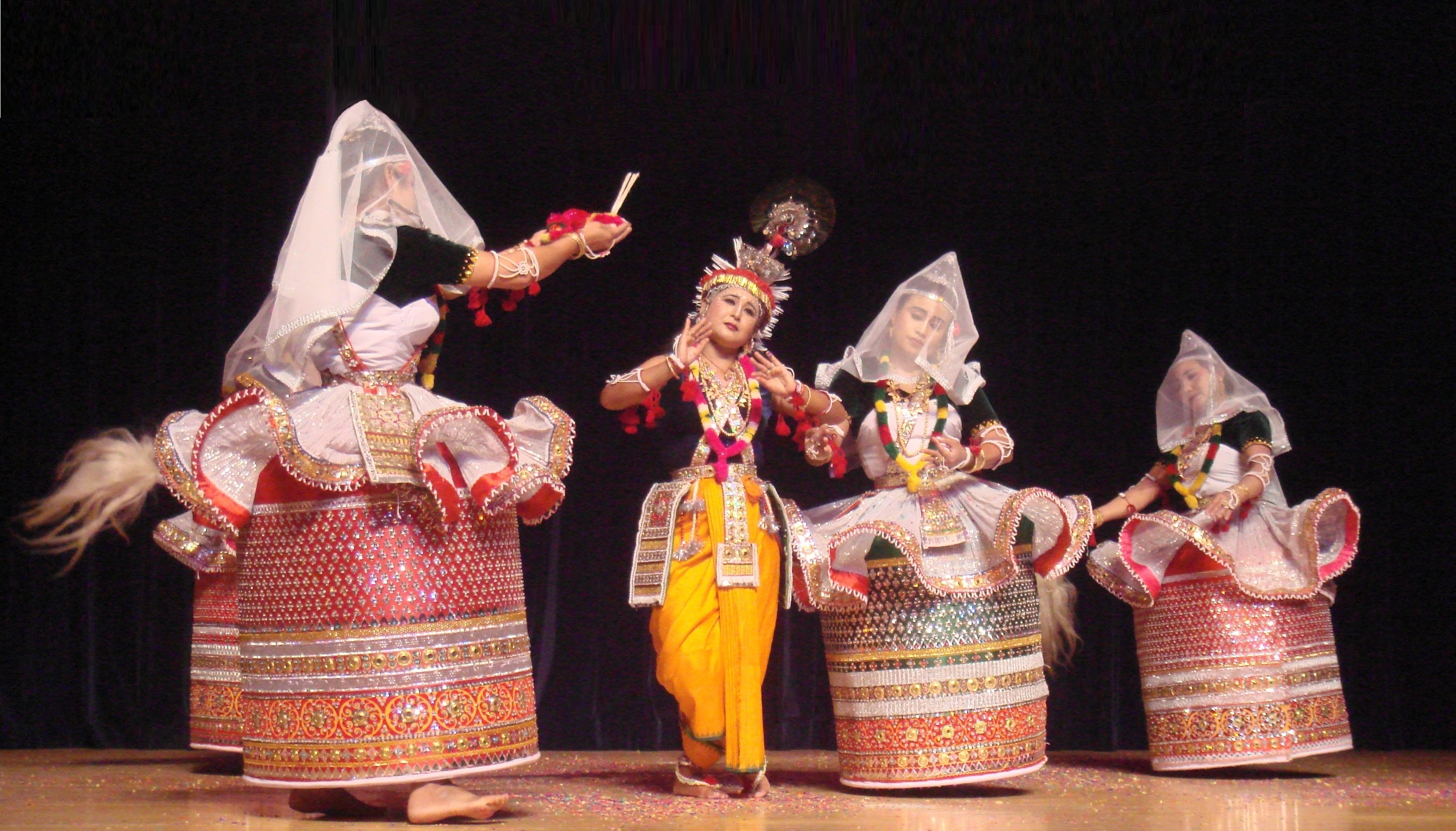
Representación teatral Rasa lila en estilo de danza Manipuri
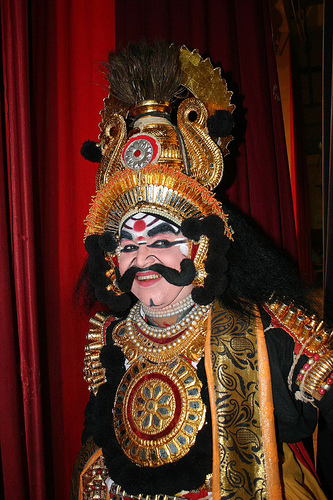
Yakshagana una danza dramática antigua de Tulunadu.
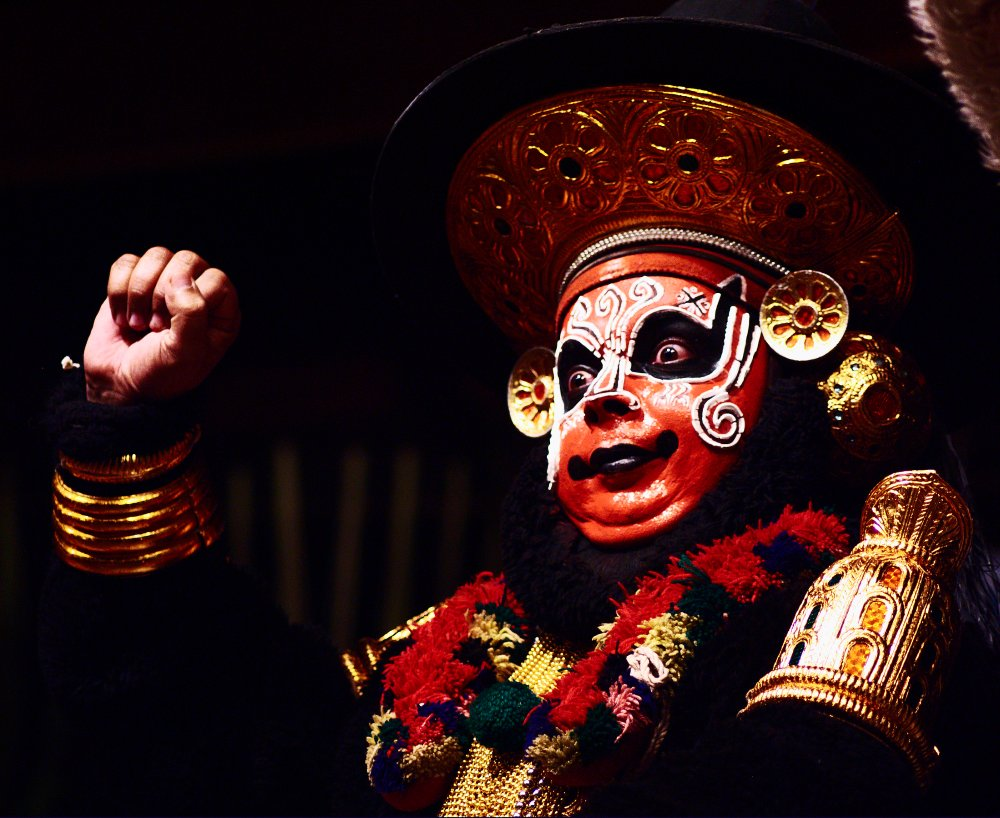
Actor representando la Sugriva en la forma Koodiyattam del teatro sánscrito
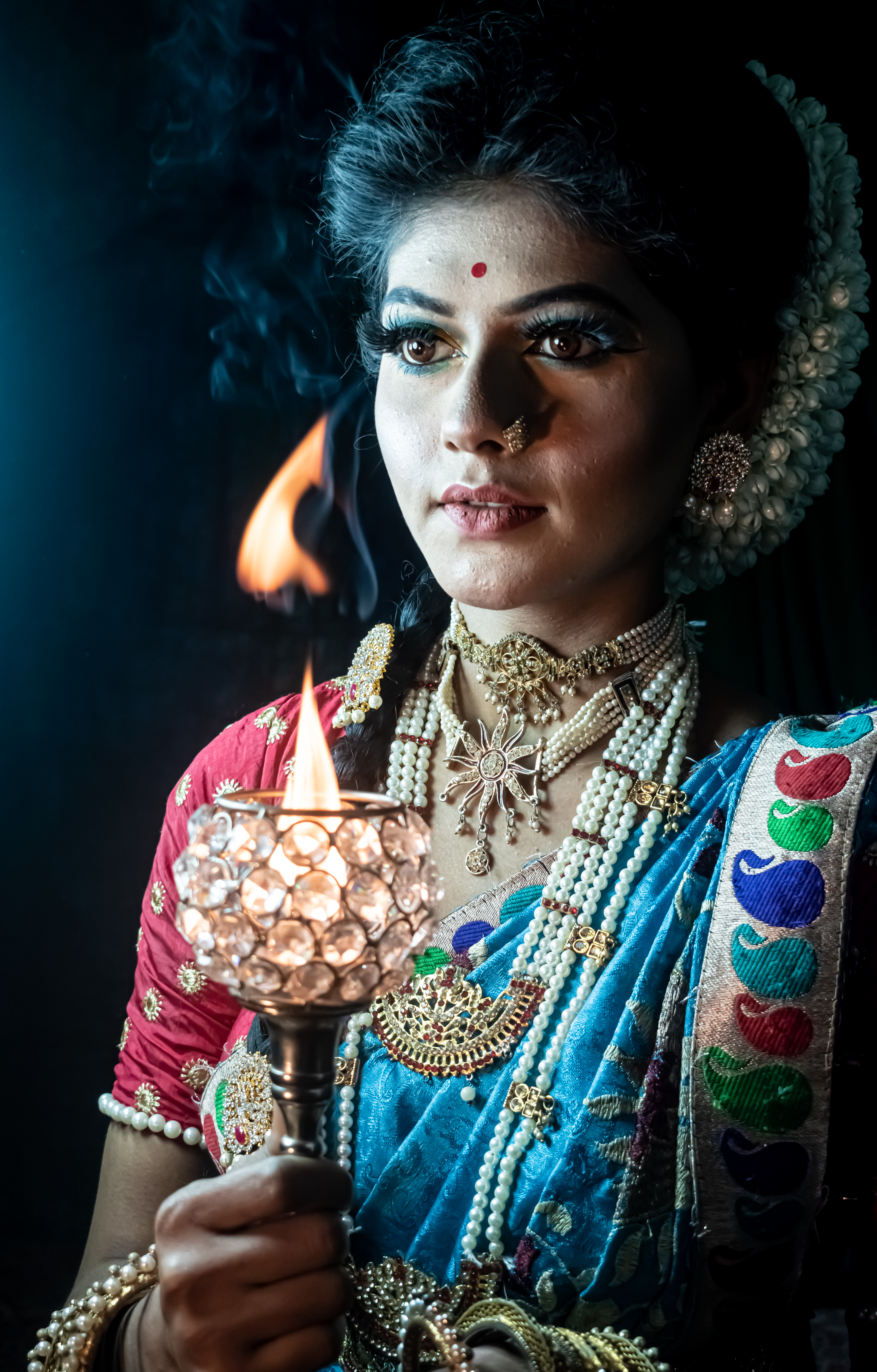
Fotografía de la obra 'Nati Binodoni', Bengali Jatra Theatre. Jatra es una forma de teatro-folclórico popular del teatro de Bengala y Odia.

El teatro posee en la India una larga historia junto con su música y danza. Las obras de Kalidasa tales como Shakuntala y Meghadoota son algunas de las obras más antiguas, junto con aquellas de Bhasa. Una de las tradiciones más antiguas del mundo que ha sobrevivido es el Kutiyattam de Kerala que se remonta a hace 2000 años. La misma sigue en forma estricta el Natya Shastra.
A Nātyāchārya Māni Mādhava Chākyār se le otorga el crédito de revivir de la extinción la tradición teatral antigua. Era conocido por su dominio del Rasa Abhinaya. Él comenzó a actuar obras Kalidasa tales como  y Pancharātra de Bhasa; y el Nagananda de Harsha.

### Música

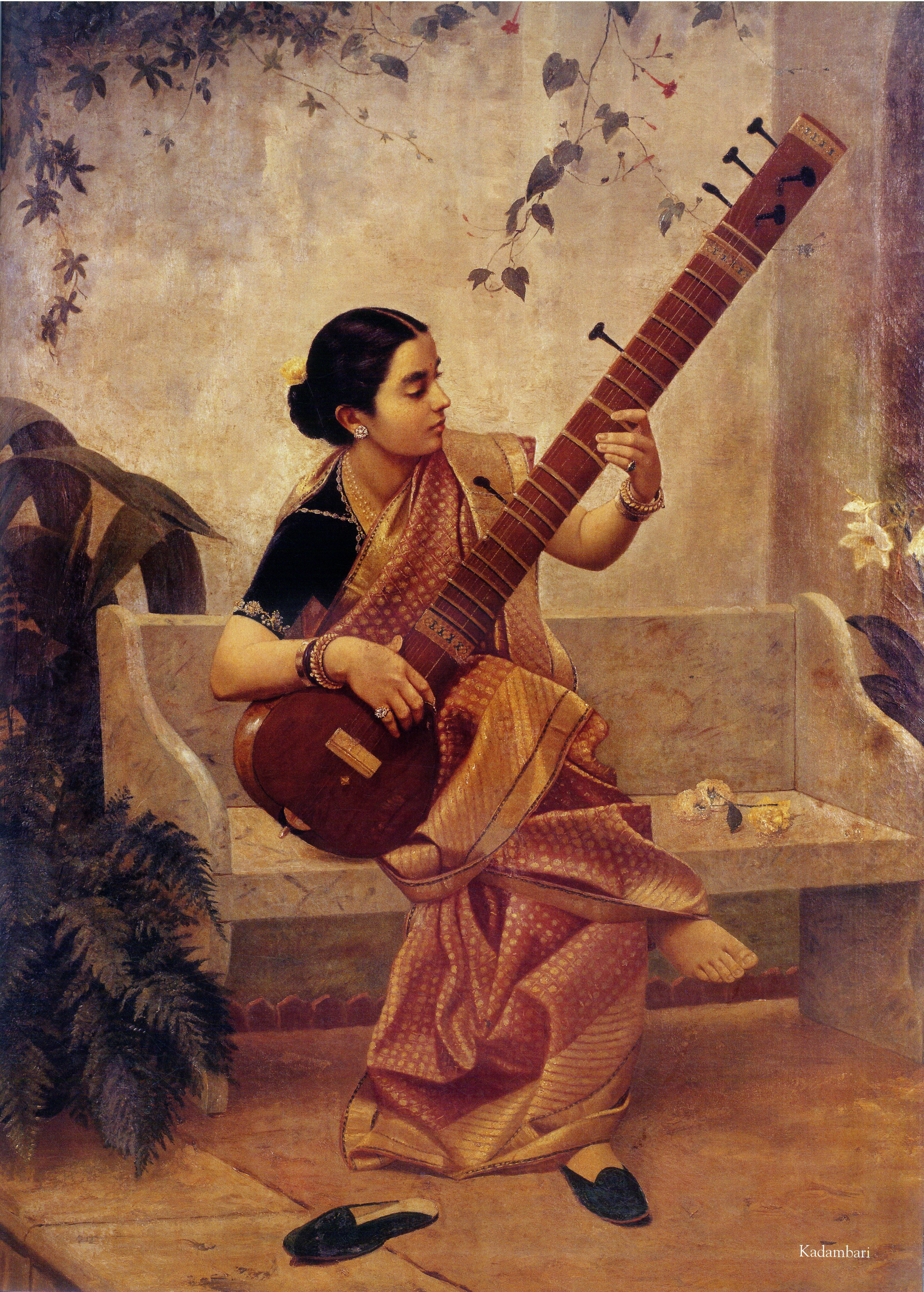
Mujer tocando un sitar, instrumento de cuerdas de India muy versátil con sonido delicado y brillante, apropiado para expresar el lento desarrollo de los ragas así como para servir a la interpretación virtuosa.

La música es una parte integral de la cultura de la India. El Natyasastra, un texto sánscrito de 2000 años de antigüedad, describe cinco sistemas de taxonomía para clasificar a los instrumentos musicales.
Uno de estos sistemas indios antiguos clasifica a los instrumentos musicales en cuatro grupos de acuerdo a cuatro fuentes primarias de vibración: cuerdas, membranas, címbalos, y aire. Según Reis Flora, esto es similar a la teoría occidental de organología. Los arqueólogos han descubierto en las tierras altas de Orissa, un litófono con 20 claves construido de basalto cuidadosamente pulido, que posee más de 3000 años de antigüedad.
Los ejemplos más antiguos que se han preservado de música india son las melodías del Sama-veda (1000 a. C.) que todavía son cantadas en ciertos sacrificios védicos srauta; estos constituyen el registro más antiguo de himnos musicales indios.
Estos proponían una estructura tonal consistente en siete notas, las que se denominaban en orden descendente, krusht, pratham, dwitiya, tritiya, chaturth, mandra y atiswār. Las mismas refieren a las notas de la flauta, que era el único instrumento de frecuencia fija. El Sama-veda y otros textos hinduistas influyeron en gran medida la tradición musical clásica de la India, la que en la actualidad posee dos estilos distintivos: música carnática y música indostana. Los sistemas musicales de ambos tipos de música se basan en una base melódica (denominado raga), cantada en un ciclo rítmico (denominado tala); estos principios fueron refinados en el texto Natia-sastra (200 a. C.) y el Dattilam (300 d. C.).
La música actual de la India incluye múltiples variedades de tipos de músicas religiosa, clásica, folclórica, popular y música pop.
Las formas prominentes de música contemporánea de la India son filmi e Indipop. Filmi abarca una amplia variedad de música escrita y ejecutada en las producciones cinematográficas principalmente de Bollywood, y representa más del 70% de todas las ventas de música en el país.
Indipop es uno de los estilos más populares de música de India el cual es una fusión de folk indio, música clásica o música sufí con tradiciones musicales occidentales.

## Artes visuales

### Pintura

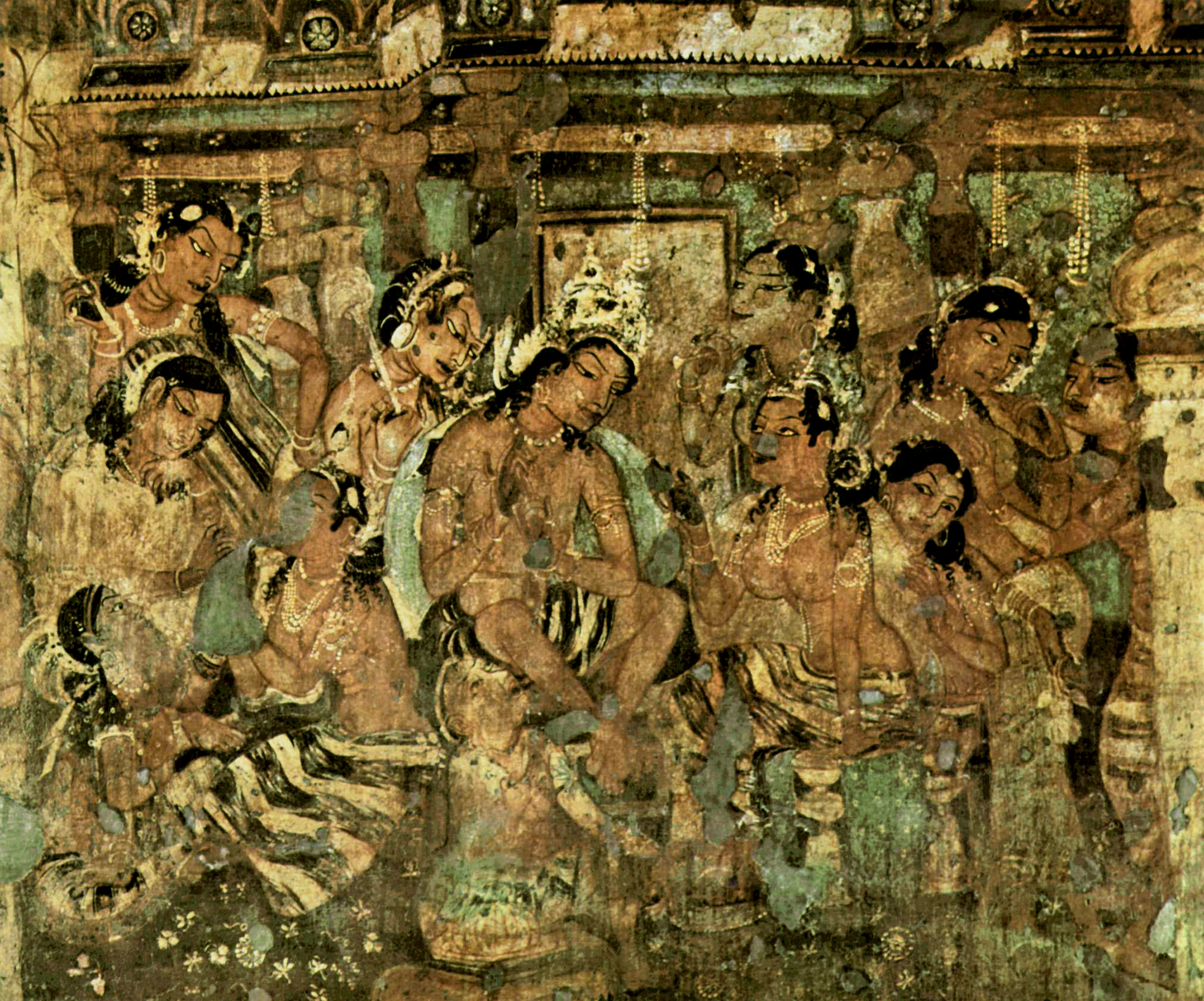
Los cuentos de Jataka de las cuevas de Ajanta.

Las pinturas más antiguas de la India son las pinturas en roca de época prehistórica, los petroglifos. Era común que en los hogares se pintara en la zona de la puerta de acceso o cuartos internos en los cuales se alojaban los huéspedes.
Las pinturas en las cuevas de Ajanta, Bagh, Ellora y Sittanavasal y pinturas en templos dan muestra de la preferencia por el naturalismo. La mayoría del arte antiguo y medieval de la India es hinduista, budista o jainista. Aun es posible observar un tipo de diseño fresco producido utilizando harina coloreada (Rangoli) con el cual se decora la zona de entrada de la mayoría de las casas en la zona sur de India. Raja Ravi Varma es uno de los pintores clásicos destacados de la época medieval en la India.
Entre los estilos de pintura destacados del arte de la India se encuentran el Madhubani, Mysore, Rajput, Tanjore, Mughal; mientras que Nandalal Bose, M. F. Husain, S. H. Raza, Geeta Vadhera, Jamini Roy y B.Venkatappa son algunos de los pintores modernos. Entre los pintores de comienzos del siglo XXI, Atul Dodiya, Bose Krishnamacnahri, Devajyoti Ray y Shibu Natesan representan una nueva era del arte de la India en la cual el arte global se amalgama con estilos clásicos de la India.

### Escultura

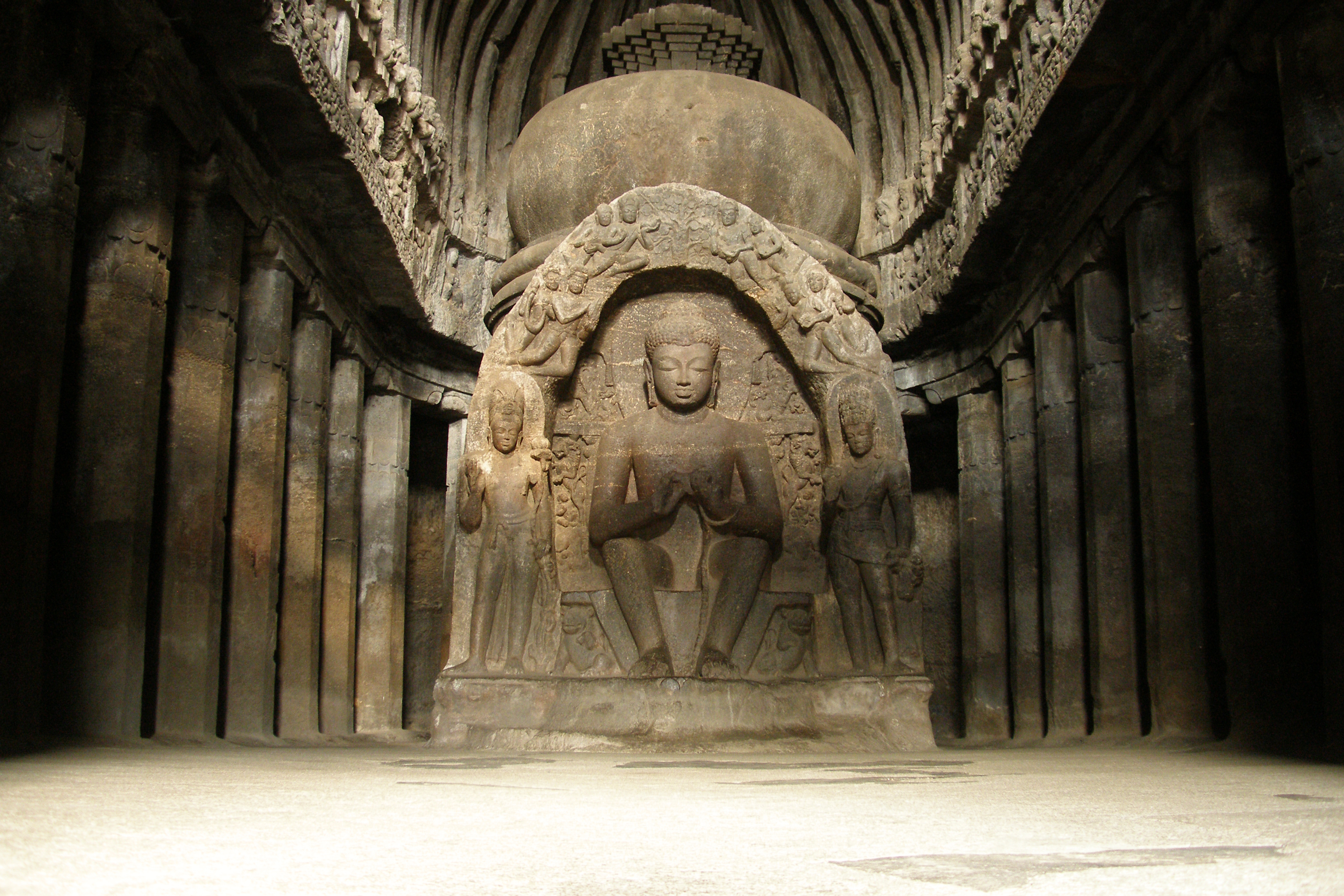
La cueva budista vishvakarma del en Ellora, Maharashtra.

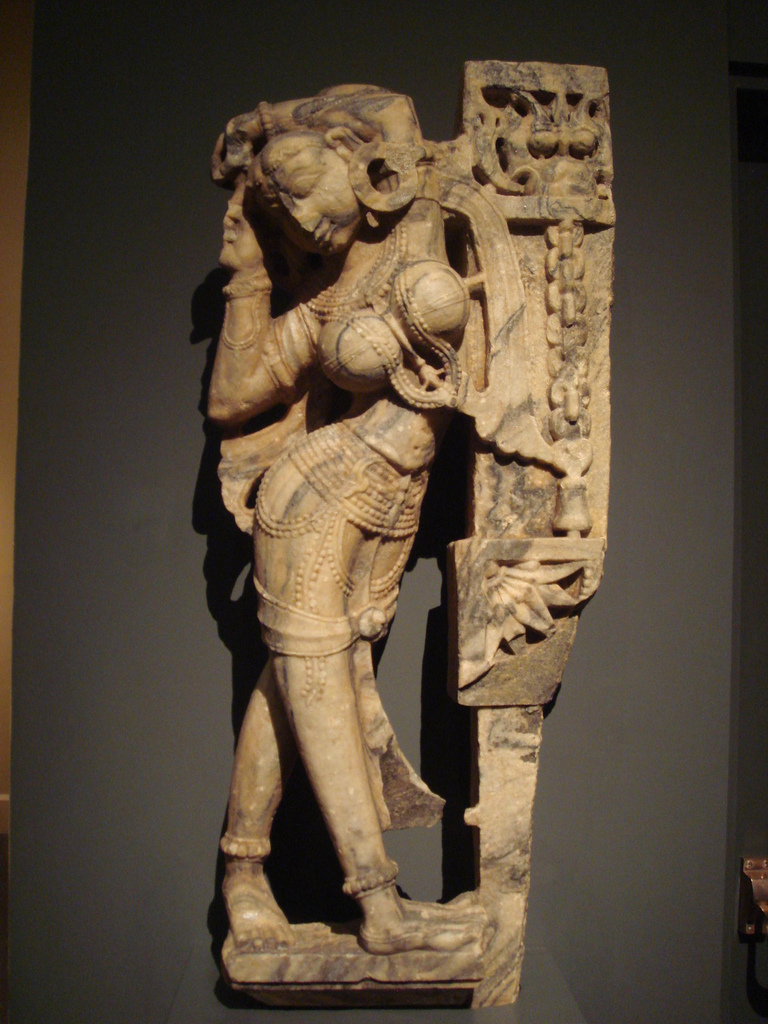
Escultura en mármol de una mujer, ca 1450, Rajasthan.

Las esculturas más antiguas de la India se remontan a la civilización del valle del Indo, donde se han descubierto figuras de roca y bronce. Posteriormente, en la medida que se desarrollaron el hinduismo, budismo y jainismo, India produjo bronces extremadamente elaborados como también tallas de templos. Algunos grandes Santuario, tales como el de Ellora fueron tallados en la roca sólida de la montaña.
Las esculturas realizadas en el noroeste, en estuco, esquisto, o arcilla, presentan una fuerte mezcla de influencia India y helenística o hasta posiblemente influencia greco-romana. Casi simultáneamente se realizaron las esculturas rosadas en arenisca de Mathura. Durante el período Gupta (siglos IV al VI) la escultura alcanzó un elevado estándar de ejecución y delicadeza en el modelado. Estos estilos y otros en otras partes de la India evolucionaron conduciendo a establecer el arte clásico de la India que dio lugar a la escultura budista e hinduista de Asia del sureste y este.

### Arquitectura

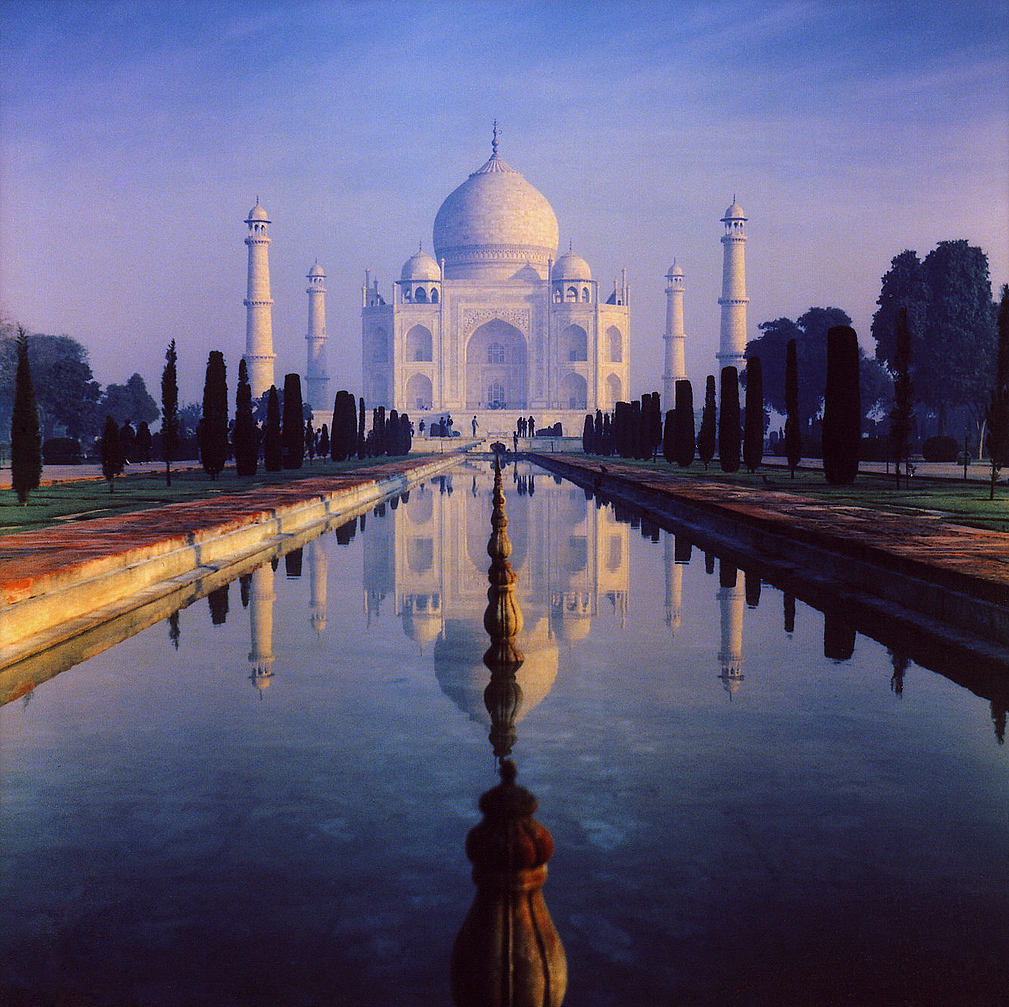
El Taj Mahal en Agra es considerado una "maravilla arquitectónica sin parangón", siendo un ejemplo de la arquitectura Indo-Islámica. Una de las siete maravillas.

La arquitectura india comprende un amplio espectro de expresiones que abarcan el tiempo y el espacio, permanentemente absorbiendo nuevas ideas. El resultado es un espectro de producción arquitectónica en evolución que sin embargo mantiene una cierta continuidad a lo largo de la historia. Algunas de sus producciones más antiguas se encuentran en la cultura del valle del río Indo (del 2600 al 1900 a. C.) la cual se caracteriza por ciudades y casas cuidadosamente planificadas. La religión y la realeza no parece que hayan desempeñado un rol importante en la planificación y diagramación de estos poblados.
Durante los imperios mauria y gupta y sus sucesores, se construyeron varios complejos arquitectónicos budistas, tales como las cuevas de Ajanta y Ellora y la estupa monumental de Sanchi. Posteriormente, en el sur de India se construyeron varios templos hinduistas, tales como el templo Chennakesava (en Belur), el templo Hoysaleswara (en Halebidu), el templo Kesava (en Somanathapura), el templo Brihadeeswara (en Thanjavur), el templo de Suria (en Konark), el templo Sri Ranganathaswami (en Srirangam), y la estupa de Buda (Chinna Lanja Dibba y Vikramarka Kota Dibba, en Bhattiprolu). Angkor Wat, Borobudur y otros templos budistas e hinduistas son muestras de la gran influencia india sobre la arquitectura del sureste de Asia, ya que ha sido construidos en estilos casi idénticos a las de las construcciones religiosas tradicionales de India. También abundan templos jainas, generalmente construidos con el patrocinio de devotos de esta religión.
El sistema tradicional denominado Vaastu Shastra es la versión india del Feng Shui, influye sobre la planificación, arquitectura y ergonomía. No es claro cual de los dos sistemas es más antiguo, pero poseen ciertas similitudes. El uso del Feng Shui se encuentra más difundido por el mundo. Aunque el Vastu es conceptualmente similar al Feng Shui en cuanto a que también trata de armonizar el flujo de energía (también denominado fuerza de la vida o Prana en sánscrito y Chi/Ki en chino/japonés), por el hogar, se diferencia en cuanto a los detalles, tales como las direcciones exactas sobre como se deben ubicar los diversos objetos, habitaciones, materiales, etc.
Con el advenimiento de la influencia islámica por el oeste, la arquitectura de la India se adaptó para posibilitar las tradiciones de la nueva religión. Fatehpur Sikri, Taj Mahal, Gol Gumbaz, Qutub Minar, Red Fort de Delhi son obras de esta época, y a menudo son utilizados como símbolos o estereotipos de India. Durante la dominación colonial por parte del Imperio británico se desarrolló el estilo Indo-Saracenico, y la mezcla de varios otros estilos, tales como el gótico europeo. El Victoria Memorial o la Chhatrapati Shivaji Terminus son ejemplos de ello.

## Cine
La industria del cine de la India es la más importante del mundo en términos del volumen de películas anuales producidas. La India contabiliza el 73 % de los ingresos por la edición de películas en la zona de Asia-Pacífico. Los hindúes son los ciudadanos del mundo que más acuden al cine, con cifras récord que han alcanzado los mil millones de personas en tres meses, índice favorecido por el ínfimo coste de las entradas. A su vez, en los últimos años, el cine hindú se ha extendido al resto del mundo con algunos éxitos, sobre todo en países con un gran número de ciudadanos hindúes inmigrantes.
Con la aparición del cine sonoro en 1931 (Alam Ara), las productoras se instalaron en distintos lugares, en relación con las lenguas: Bombay (para el hindí, conocido popularmente como Bollywood), Tollygunge (para el cine en bengalí), Kerala (en Malayalam, conocido como Mollywood), Kodambakkam (en tamil, conocido como Kollywood), Madras y Calcuta. No obstante, el hindí representaba en los comienzos la mayoría de la producción, con el 83 % de las películas, aunque en la actualidad solo alcanza el 29 %.
La característica más representativa de las películas de Bollywood son sus escenas musicales. Por lo general, en cada película se incluyen cantos y danzas típicas del país, mezcladas con curiosas coreografías del pop occidental. Estas escenas aparecen siempre dobladas. Esto es propio de la tradición de esta industria fílmica, en la que primero se graban las escenas y luego se doblan todos los diálogos (facilitando asimismo, la traducción a otras lenguas), lo que en la India por su característica plurilingüística resulta esencial.
Moti Gokulsing y Wimal Dissanayake identifican seis influencias principales que han dado forma al cine popular indio:
- Las estructuras ramificadas de las antiguas epopeyas indias, como el Mahabharata y el Ramayana. Las películas populares indias a menudo tienen tramas que se ramifican en subtramas.
- Teatro en sánscrito antiguo, con su naturaleza estilizada y énfasis en el espectáculo en el que la música, la danza y el gesto se combinan para crear una unidad artística vibrante en la que la danza y la mímica son fundamentales para la experiencia dramática. El concepto sánscrito de rasa, o "las emociones que siente el público como resultado de la presentación del actor", es crucial para las películas de Bollywood.[74]
- Teatro folclórico tradicional, que se hizo popular alrededor del siglo X con el declive del teatro sánscrito. Sus tradiciones regionales incluyen el Jatra de Bengala, el Ramlila de Uttar Pradesh y el Terukkuttu de Tamil Nadu.
- El teatro parsi, que "combinaba realismo y fantasía, música y danza, narración y espectáculo, diálogo terrenal e ingenio de la presentación escénica, integrándolos en un discurso dramático. Las obras parsi contenían humor crudo, canciones y música melodiosas, sensacionalismo y deslumbramiento".
- Hollywood , donde los musicales fueron populares desde la década de 1920 hasta la de 1950.
- La televisión musical occidental (particularmente MTV), ha tenido una influencia creciente desde la década de 1990. Su ritmo, ángulos de cámara, secuencias de baile y música se pueden ver en películas indias de la década de 2000.

## Animales
La variada y rica vida salvaje de la India tiene un profundo impacto en la cultura popular de la región. El nombre común de la naturaleza salvaje en la India es Jungle, que fue adoptado por los británicos que vivían en la India al idioma inglés. La palabra también se ha hecho famosa en El libro de la selva de Rudyard Kipling. La vida salvaje de la India ha sido objeto de muchos otros cuentos y fábulas como el Panchatantra y los cuentos jataka.
En el hinduismo, la vaca es considerada un símbolo de ahimsa (no violencia), diosa madre y portadora de buena fortuna y riqueza. Por esta razón, las vacas son veneradas en la cultura hindú y alimentar a una vaca se considera un acto de adoración. Esta es la razón por la que la carne de res sigue siendo un alimento tabú en la sociedad hindú y jainista.
El artículo 48 de la actual Constitución india dice que el estado se esforzará por prohibir el sacrificio y el contrabando de vacas. A principios del 2012, la vaca seguía siendo un tema divisivo y controvertido en la India. Varios estados de la India han aprobado leyes para proteger a las vacas, mientras que muchos estados no imponen restricciones sobre la producción y el consumo de carne de res. Algunos grupos se oponen a la matanza de vacas, mientras que otros grupos seculares argumentan que el tipo de carne que se come debería ser una cuestión de elección personal en una democracia. Madhya Pradesh promulgó una ley en enero de 2012, a saber, la Ley Gau-Vansh Vadh Pratishedh (Sanshodhan), que tipifica el sacrificio de vacas como un delito grave.
Guyarat, un estado occidental de la India, tiene la Ley de Preservación Animal, promulgada en octubre de 2011, que prohíbe la matanza de vacas junto con la compra, venta y transporte de carne de res. Por el contrario, Assam y Andhra Pradesh permiten la matanza de ganado con un certificado apto para el sacrificio. En los estados de Bengala Occidental y Kerala, el consumo de carne de res no se considera delito. Contrariamente a los estereotipos, un número considerable de hindúes comen carne de res y muchos argumentan que sus escrituras, como los textos védicos y upanisádicos, no prohíben su consumo. En el estado de Kerala, en el sur de la India, por ejemplo, la carne vacuna representa casi la mitad de toda la carne que consumen todas las comunidades, incluidos los hindúes. Los sociólogos teorizan que el consumo generalizado de carne de vaca en la India se debe a que es una fuente de proteína animal mucho más barata para los pobres que el cordero o el pollo que se venden al por menor al doble del precio. Por estas razones, el consumo de carne de res de la India después de la independencia en 1947 ha experimentado un crecimiento mucho más rápido que el de cualquier otro tipo de carne; actualmente, la India es uno de los cinco mayores productores y consumidores de carne de ganado vacuno del mundo. Se prohibió la carne de vacuno en Maharashtra y otros estados a partir de 2015. Mientras que estados como Madhya Pradesh están aprobando leyes locales para prevenir la crueldad hacia las vacas, otros indios argumentan "si el objetivo real es prevenir la crueldad hacia los animales, entonces ¿por qué? las vacas cuando cientos de otros animales son maltratados? ".

## Indumentaria

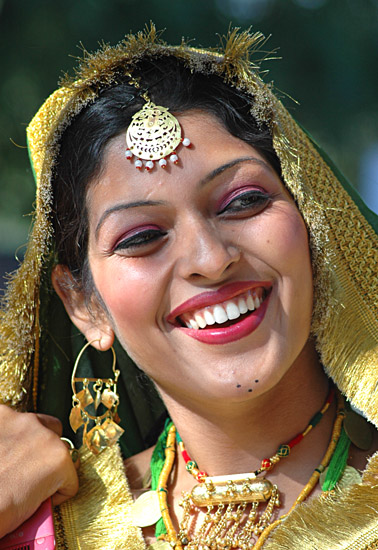
Mujer punjabi vestida en forma tradicional para el festival 'Teej'.

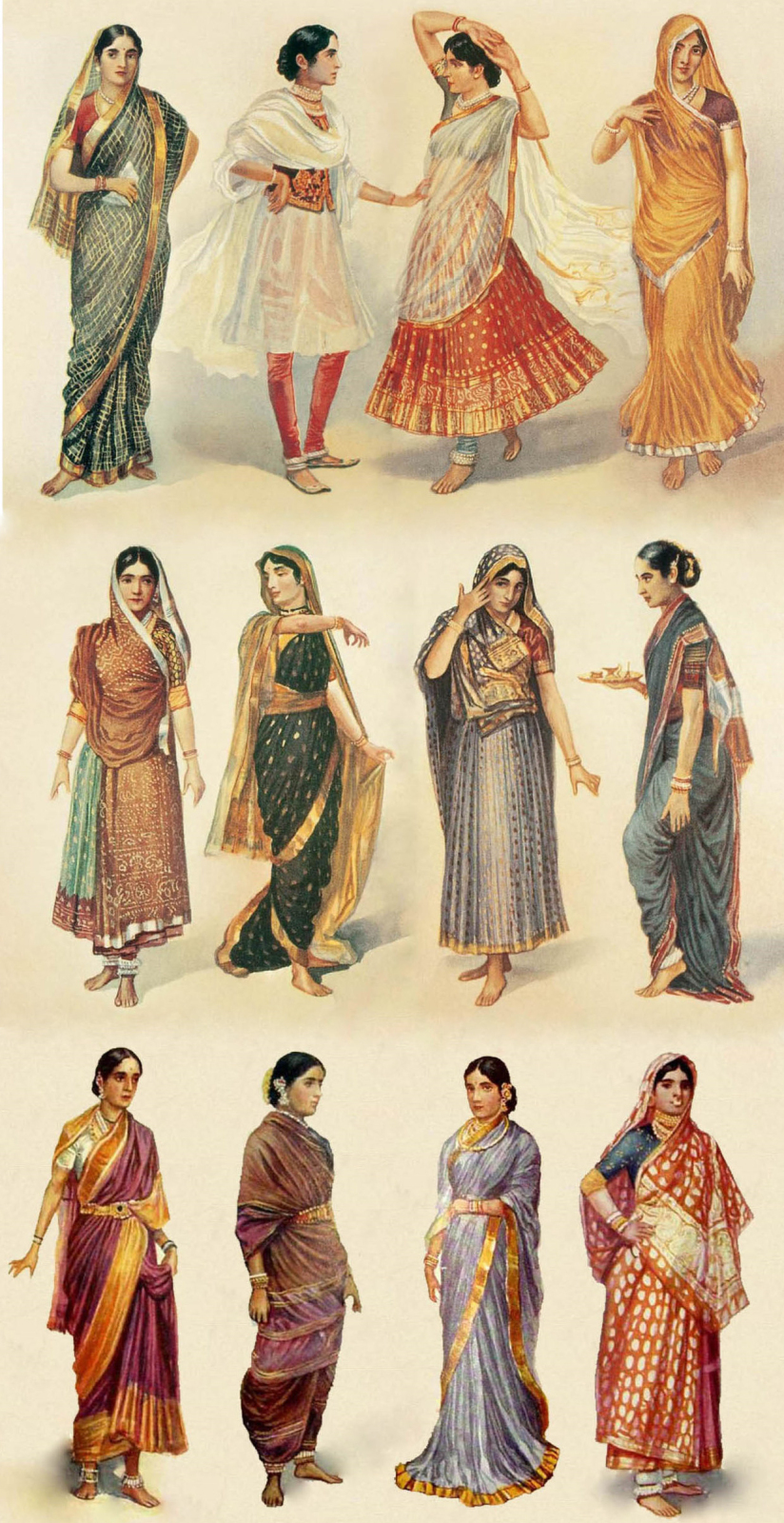
Ilustración de diferentes estilos de sari y vestimentas de las mujeres de la India.

Tradicionalmente, la indumentaria en la India varía de manera significativa entre las diferentes partes del país, y se encuentra influenciada por la cultura local, geografía, clima y establecimientos urbanos/rurales. Los estilos populares de indumentarias incluyen vestidos drapeados tales como el sari de las mujeres y el dhoti o lungi de los hombres. Las indumentarias cosidas son también populares, como por ejemplo el churidar o salwar-kameez de las mujeres, con el dupatta (bufanda larga) sobre los hombros completando el conjunto. El salwar es por lo general de dimensiones holgadas, mientras que el churidar posee un corte más ajustado.
Para los hombres, las versiones cosidas incluyen pantalones tipo pijama con kurtas y pantalones estilo europeo y camisas. En los centros urbanos, a menudo las personas usan jeans, pantalones, camisas, trajes, kurta y una variedad de otros diseños.
En sitios públicos y religiosos, la etiqueta de vestimenta india evita la exposición de la piel y vestir ropas transparentes o ajustadas.
La mayoría de las indumentarias indias están confeccionadas con algodón lo cual es ideal considerando el clima cálido de la India.
Dado que el clima de la India es caluroso y lluvioso, la mayoría de los indios usan sandalias.
Las mujeres indias completan su sentido de moda y seducción con maquillaje y ornamentos. Son comunes las piezas de joyería tales como el bindi, mehendi, aros y pulseras. En ocasiones especiales, tales como ceremonias matrimoniales y festivales, las mujeres se visten con colores llamativos con varios ornamentos de oro, plata u otras piedras y gemas regionales.
A menudo el bindi es una parte esencial de la decoración de una mujer hinduista. El bindi un punto de color llevado en la frente, es considerado por algunas personas una marca auspiciosa. Tradicionalmente, el bindi rojo era utilizado solo por las mujeres hinduistas casadas, y el bindi coloreado era utilizado por las mujeres solteras, pero en la actualidad todos los colores y reflejos se han incorporado a la moda femenina. Algunas mujeres se adornan con el sindoor - un polvo tradicionalmente de color rojo o naranja-rojizo colocado en la cabeza en la línea del peinado (en ciertas zonas es denominado mang). Se denomina sindoor a la marca tradicional de las mujeres hinduistas casadas. Las mujeres hinduistas solteras no llevan sindoor; como tampoco las más de 100 millones de mujeres indias que practican religiones distintas de la hinduista y agnósticas/ateístas que pueden estar casadas.
Los estilos de indumentaria en la India han evolucionado de manera continua a lo largo de la historia del país. Los textos vedas antiguos mencionan vestimentas confeccionadas con cortezas y hojas (denominado phataka). El Rig-veda (del siglo XV a. C.) menciona indumentarias teñidas y bordadas (denominadas paridhan y pesas respectivamente) y por lo tanto muestra el desarrollo de sofisticadas técnicas de confección durante la era védica.
En el siglo V a. C., el historiador griego Heródoto describe la riqueza de la calidad de las vestimentas indias de algodón.
Hacia el siglo II, muselinas fabricadas en el sur de la India eran importadas por el Imperio romano y las telas de seda eran una de las principales exportaciones de la antigua India junto con las especias.
Las indumentarias confeccionadas mediante costuras se desarrollaron en la India antes del siglo X y se popularizaron en el siglo XV durante la penetración musulmana en la India.
Los estilos de vestimentas drapeadas permanecieron siendo populares entre la población hinduista mientras que los musulmanes adoptaron en mayor medida las piezas confeccionadas.
Durante el Raj británico, la gran industria de vestimentas y artesanías de la India quedó paralizada para permitir entrar a los géneros británicos. Por lo tanto Mahatma Gandhi líder del movimiento independentista de la India tuvo éxito en promocionar lo que el denominó vestimenta khadi — vestidos de colores claros fabricados con textiles hilados a mano— de forma de disminuir la dependencia del pueblo indio de los bienes industriales británicos.
Los años ochenta se destacaron por una marcada y ampliamente difundida modificación de las modas de las vestimentas indias, que se caracterizó por un gran crecimiento de las escuelas de moda en la India, aumento significativo de la participación de la mujer en la industria de la moda y cambio en las actitudes indias con respecto al multiculturalismo. Estos desarrollos han desempeñado un rol importante en la fusión de los estilos de vestimentas indias y occidentales.

## Gastronomía
Yo viajo a la India de tres a cuatro veces por año. Siempre es una experiencia inspiradora. Hay tanto para aprender en la India porque cada estado es un país en sí mismo y cada uno posee sus propias tradiciones culinarias. Existen muchas cosas para aprender de las diversas gastronomías - me maravillo. Dejo mi mente abierta y me gusta explorar sitios diferentes y escoger diferentes influencias mientras me desplazo. [...] La comida india es cosmopolita y posee muchísimos ingredientes. No creo exista otra cocina en el mundo que posea tantas influencias como posee la de la India. Es un tipo de gastronomía muy rica y muy variada. Cada región del mundo tiene su propio entendimiento sobre como se debe comprender la cocina india.
Atul Kochhar, el primer indio en recibir dos estrellas Michelin

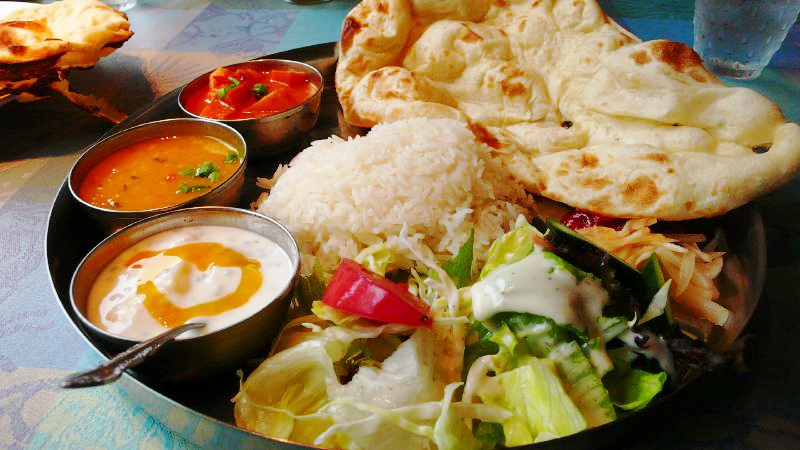
Plato indio thali con pan naan, daal, raita, shahi paneer, y ensalada.

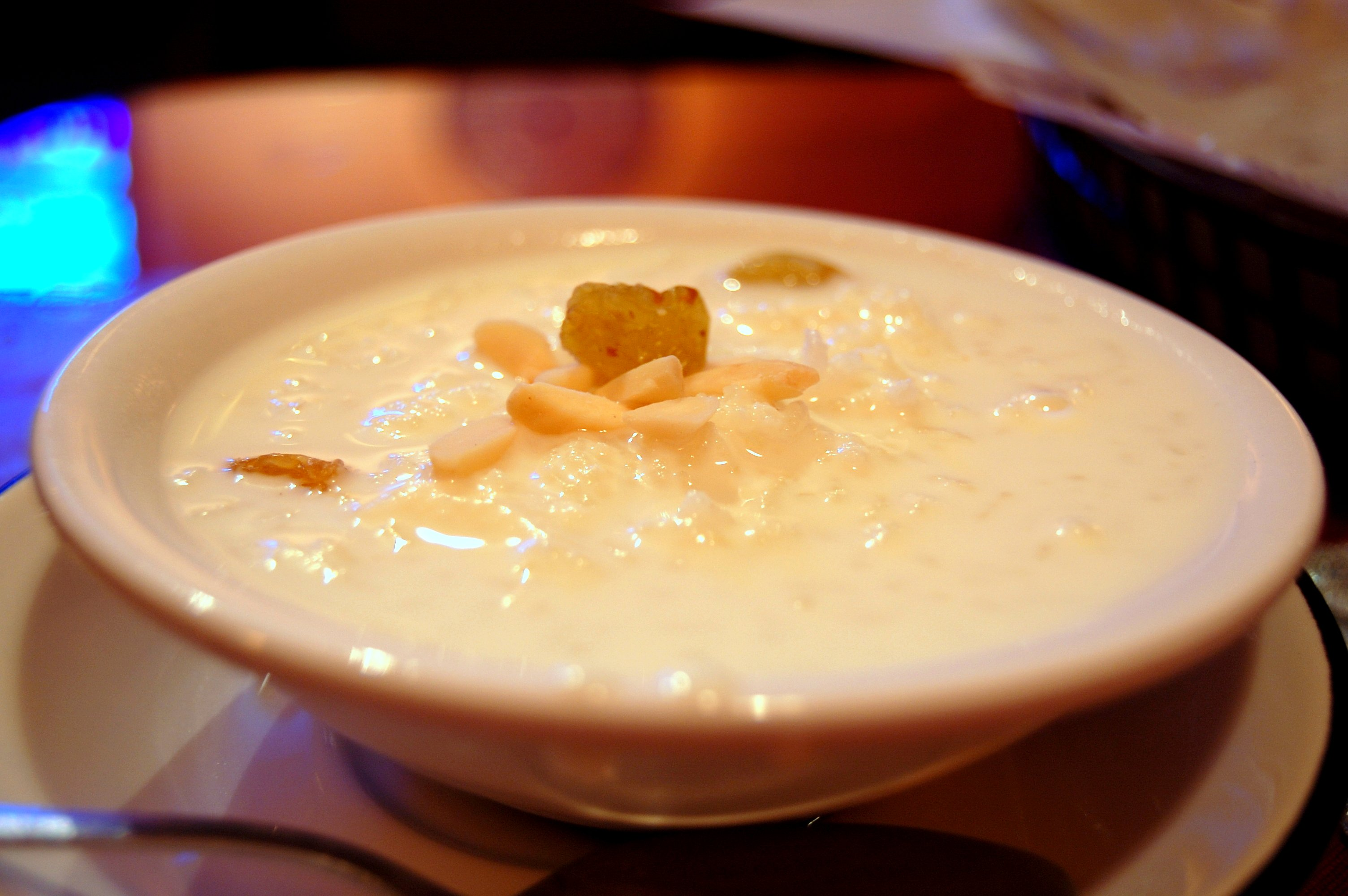
Kheer es un platillo dulce tradicional de la India.

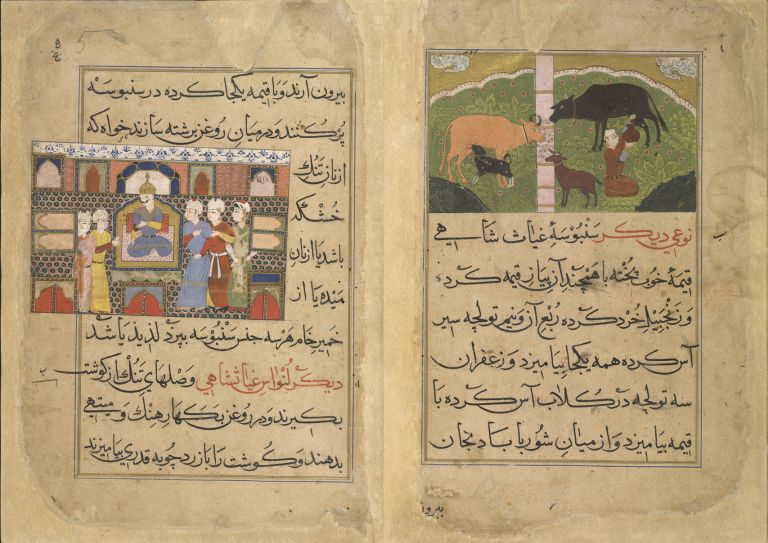
Nimmatnama-i Nasiruddin-Shahi (El Libro de las Recetas), escrito hacia el año 1500, explica el arte de preparar Kheer, un postre a base de leche: Seleccione las vacas cuidadosamente; para obtener leche de buena calidad, preste atención a que es lo que comen las vacas; dele de comer cañas de azúcar; utilice esta leche para preparar el mejor Kheer.

La comida en la India es tan diversa como la India misma. Los preparados utilizan numerosos ingredientes, presentan una gran variedad de estilos de preparación de alimentos, técnicas de cocción y presentaciones. Desde ensaladas a salsas, desde platos vegetarianos a carnes, pasando de las especias a los sabores sutiles,y de los panes a los postres, la gastronomía india es compleja. Harold McGee, un destacado chef, afirma que «desde la inventiva que muestra en el uso de la leche como ingrediente principal, ningún país puede competir con la India».
Las especies fragantes y las salsas sedosas son elementos característicos de la gastronomía de India. Ciertos elementos tales como panes de diverso tipo, salsas, relishes y pickles complementan los platos principales de India. La comida típica de India impacta sobre casi todos los sentidos con una variedad de colores, aromas, sabores y texturas.

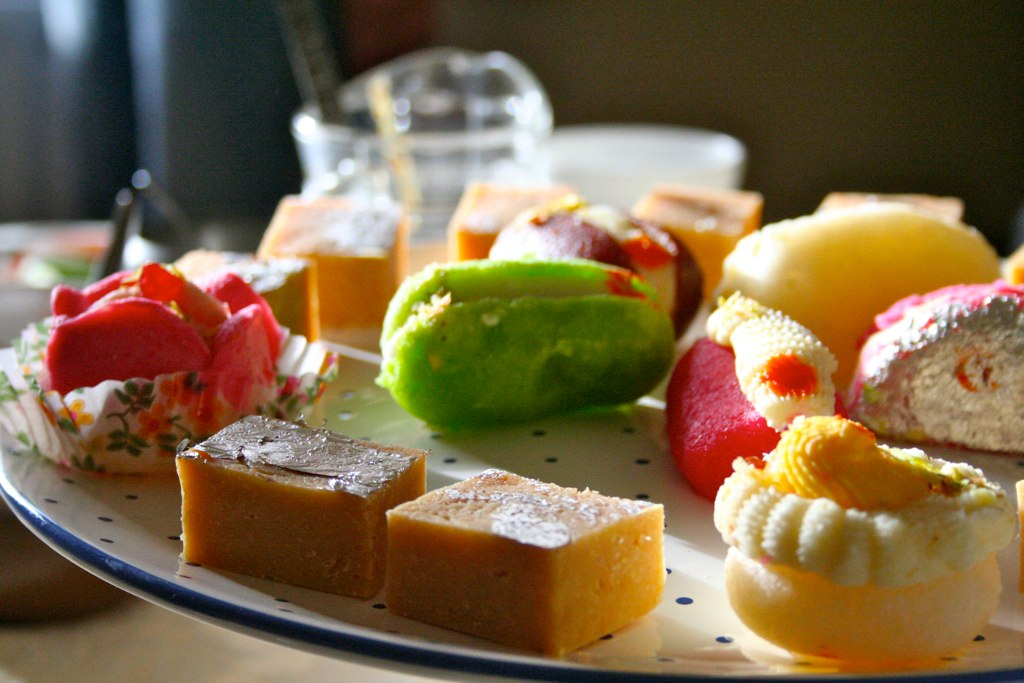
Algunos postres indios de entre las cientos de variedades que existen. En ciertas regiones de la India son denominados mithai o dulces. El azúcar y los postres poseen una larga historia en la India: hacia el 500 a. C., los pueblos de la India habían desarrollado la tecnología para producir cristales de azúcar. En el idioma local, estos cristales eran denominados khanda, que es la fuente de la palabra candy (‘golosina’, en inglés).

### Especias
Las especias son el corazón de casi todos los platillos de la cocina india. Durante siglos los extranjeros se han deleitado con los saborizantes y aromatizantes utilizados en la India. Las especias utilizadas con mayor frecuencia en la cocina india son canela, clavo de olor, jengibre, pimienta, cúrcuma, coriandro, comino, cardamomo, ajo, hojas de laurel y pimientos. La mostaza negra, marrón y blanca como también la semilla de apio, paprika, azafrán y tamarindo también son utilizados con frecuencia. Dependiendo de la región, los platillos pueden incluir coco, ciertos tipos de nueces y cebollas. El masala es una mezcla de especias utilizada en numerosos platos principales y salsas. En la cocina de India, las especias se complementan unas a otras; y las recetas son tales que ninguna especia en particular o sabor se destaca o apaga los otros aromas.

### Platos principales
En la cocina india se suelen preparar salsas gravy que luego se sirven sobre una base de arroz y se comen utilizando panes delgados sin levadura para ensoparlos en la salsa. Un plato popular de Punjab es el dal makhani que es un gravy de lentejas y manteca servido sobre una base de arroz, otro plato usual es el sambhar elaborado con lentejas y tamarindo. Otro plato muy popular es el pollo al curry, que consiste de una salsa a base de tomate. Un plato que no utiliza gravy, es el pollo tandoori, el cual es marinado en yogur y masala, y un plato difundido en occidente es el pollo tikka. El arroz de la variedad basmati, de grano largo y fino, es el acompañamiento de muchos platillos.

## Influencias
La influencia de la India en la cultura occidental se deja notar ya en la antigua Grecia. Sin embargo fue objeto de una verdadera revolución que coincidió en el tiempo o, más bien, significó el pistoletazo de salida del Renacimiento.
A la vez que varios pueblos extranjeros vinieron a India, muchos comerciantes indios se quedaron a vivir en otros países, lo que significa que a la vez que India recibía la influencia de otras culturas esta también transmitió su propia cultura a los demás.

## Festivales

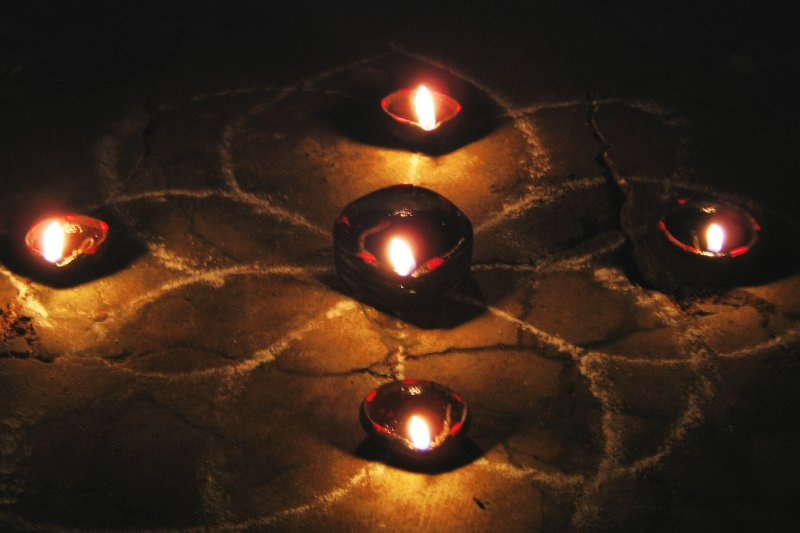
Dada la diversidad cultural de la India, el número de festivales excede la cantidad de días que hay en un año. Acompañados con pequeñas lámparas, el festival Karthigai celebra la unión entre hermanas y hermanos en el sur de la India. En otras regiones, se celebran Bhaiya-Dhuj y Raakhi. Las hermanas les desean a sus hermanos felicidad y los alimentan con golosinas, mientras que los hermanos retribuyen con regalos y promesas de proteger a sus hermanas.

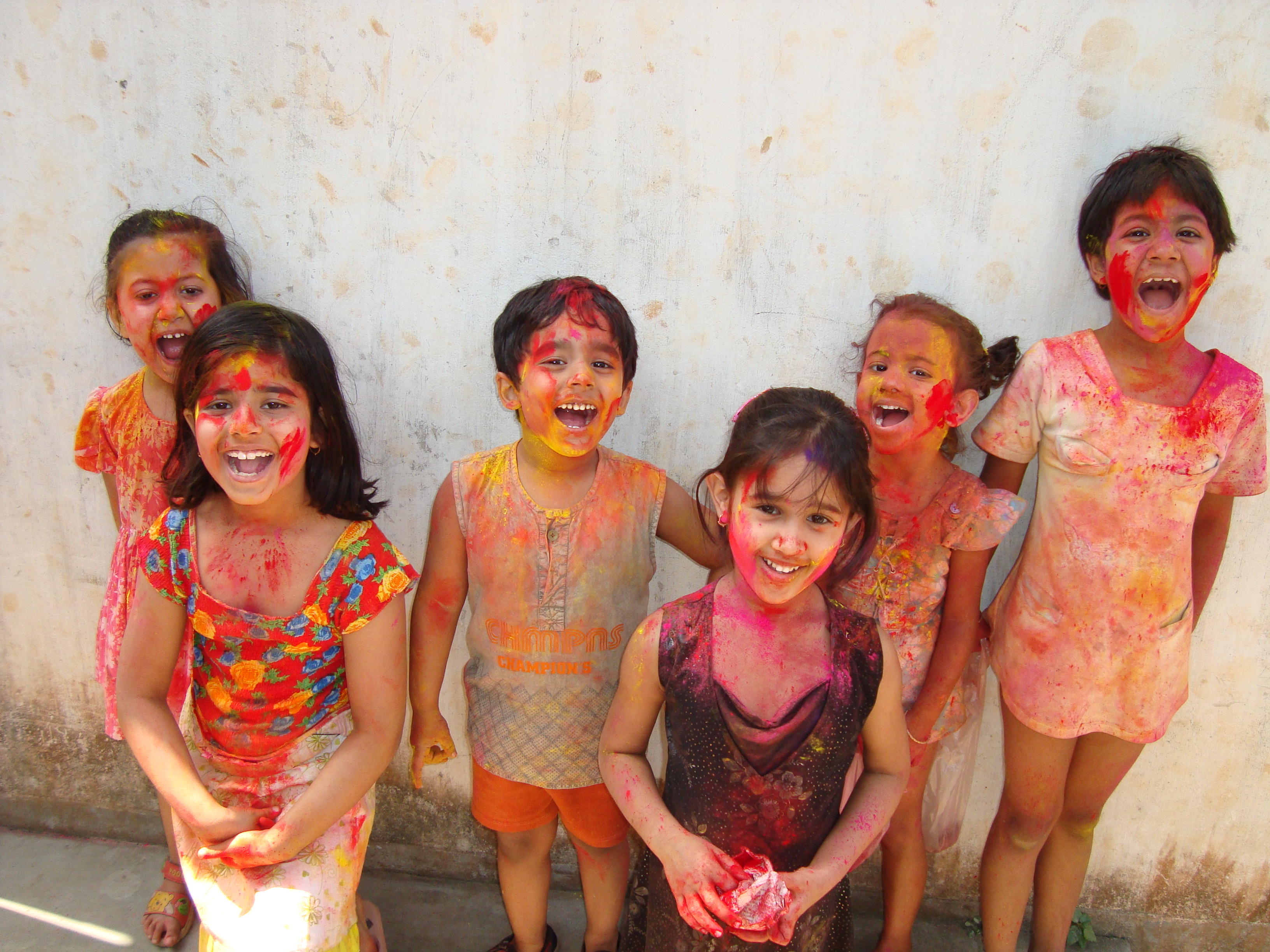
Niños disfrutando y celebrando Holi, denominado el «festival de los colores». Es uno de los festivales indios más importantes, se lo celebra cada primavera. En otoño, se celebra el gran festival de Diwali, que es el «festival de las luces».

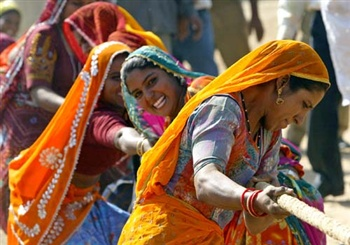
Una cinchada, en la feria Pushkar en Rajasthan.

Por ser la India una sociedad multicultural y multirreligiosa, se celebran numerosos festivales y acontecimientos festivos de las distintas religiones. Los cuatro días festivos nacionales de India, el Día de la Independencia, el Día de la República, el Gandhi Jayanti, y el Día de los trabajadores se celebran con celo y entusiasmo en toda la India. Además, numerosos estados indios y regiones poseen festivales locales dependiendo de las religiones y características lingüísticas prevalecientes. Entre los festivales religiosos populares se cuentan los festivales hindúes de Navratri, Diwali, Ganesh Chaturthi, Durga puja, Holi, Ugadi, Rakshabandhan, y Dussehra. Son también populares varios festivales de la cosecha tales como Sankranthi, Pongal, Raja sankaranti swinging festival, y Onam, "Nuakhai".
Ciertos festivales de la India son celebrados por varias religiones. Algunos ejemplos destacados son Diwali, que es celebrado por los hinduistas, sijes y jainistas, y Buddh Purnima, celebrado por los budistas. Los festivales sijes, tales como Guru Nanak Jayanti, Baisakhi son celebrados con gran fanfarria por sijes e hinduistas. El festival Dree agrega colores a la cultura de India, Dree es uno de los festivales tribales de India que es celebrado por los Apatanis del valle de Ziro de Arunachal Pradesh, que es el estado en el extremo este de la India.
El Islam es la segunda religión con mayor número de adherentes en la India con más de 135 millones de musulmanes. Los festivales islámicos que se observan y que se declaran feriado público en la India son; Eid ul Fitr, Eid ul Adha-(Bakr Eid), Milad un Nabi, Muharram y Shab-e-Barat.
Algunos de los estados indios han declarado feriados regionales para ciertos festivales populares regionales; tales como Arba'een, Jumu'ah-tul-Wida y Shab-e-Qadar.
La cristiana es la tercera religión en la India. Con más de 23 millones de cristianos, de los cuales 17 millones son católicos, India festeja numerosos festivales cristianos. El país celebra Navidad y Viernes Santo con días feriados.
Las ferias regionales son una oportunidad de festivales, siendo muy comunes en la India. Por ejemplo, la feria de Pushkar es uno de los más grandes mercados de camellos del mundo y Sonepur mela es la mayor feria ganadera de Asia.